# Aryna Sabalenka
Aryna Siarhiejeŭna Sabalenka (en biélorusse : Арына Сяргееўна Сабаленка) est une joueuse de tennis biélorusse, née le 5 mai 1998 à Minsk.
Professionnelle depuis 2015, elle a remporté 20 titres en simple sur le circuit WTA, dont l'Open d'Australie 2023, l'Open d'Australie 2024 et l'US Open 2024 et six titres en double dames, dont deux en Grand Chelem en duo avec la Belge Elise Mertens.
Elle fait partie des joueuses au jeu le plus puissant mais aussi le plus risqué. Très agressive et puissante, elle écourte les échanges et multiplie les coups gagnants. Son jeu audacieux la dessert parfois mais elle est devenue numéro 1 mondiale grâce à lui. 
En septembre 2019, elle remporte à l'US Open son premier tournoi du Grand Chelem en double, puis devient en février 2021 numéro 1 mondiale en double après sa victoire à l'Open d'Australie.
En 2023, les spécialistes commencent à parler d’un « Big Three » régnant sur le circuit féminin, trio majeur dont elle fait partie avec Iga Świątek et Elena Rybakina,. Cette même année, elle remporte son premier tournoi du Grand Chelem en simple à l’Open d'Australie face à la Kazakh Rybakina, puis accède à la finale de l’US Open, battue par l’Américaine Coco Gauff. Sa régularité lors des tournois majeurs lui permet de devenir pour la première fois numéro 1 mondiale le 11 septembre, faisant d'elle la deuxième joueuse biélorusse à accéder à la première place en simple après Victoria Azarenka. Elle est désignée championne du monde de tennis à la fin de la saison.
Elle remporte en janvier 2024 son second tournoi du Grand Chelem à l'Open d'Australie en battant en finale la Chinoise Zheng Qinwen. Elle ne perd pas le moindre set durant la quinzaine, concédant seulement trente jeux à ses adversaires sur tout le tournoi. En septembre de la même année, elle gagne l’US Open. Pour la première fois de sa carrière, elle termine la saison à la première place du classement mondial. En 2025, elle perd en finale à Roland Garros contre la n°2 mondiale, Coco Gauff, qui remporte alors pour la première fois Roland Garros.

## Carrière
Aryna Sabalenka évolue tout d'abord sur le circuit ITF, elle remporte cinq titres en simple et un titre en double.
Elle intègre l'équipe biélorusse pour disputer les barrages du groupe mondial I de Fed Cup en 2016. Malgré sa défaite en double, associée à Olga Govortsova, la Biélorussie crée la surprise et s'impose 3 à 2 face à la Russie.

### 2017: finale de Fed Cup, premier titre WTA 125, première finale Intern'l et top 100

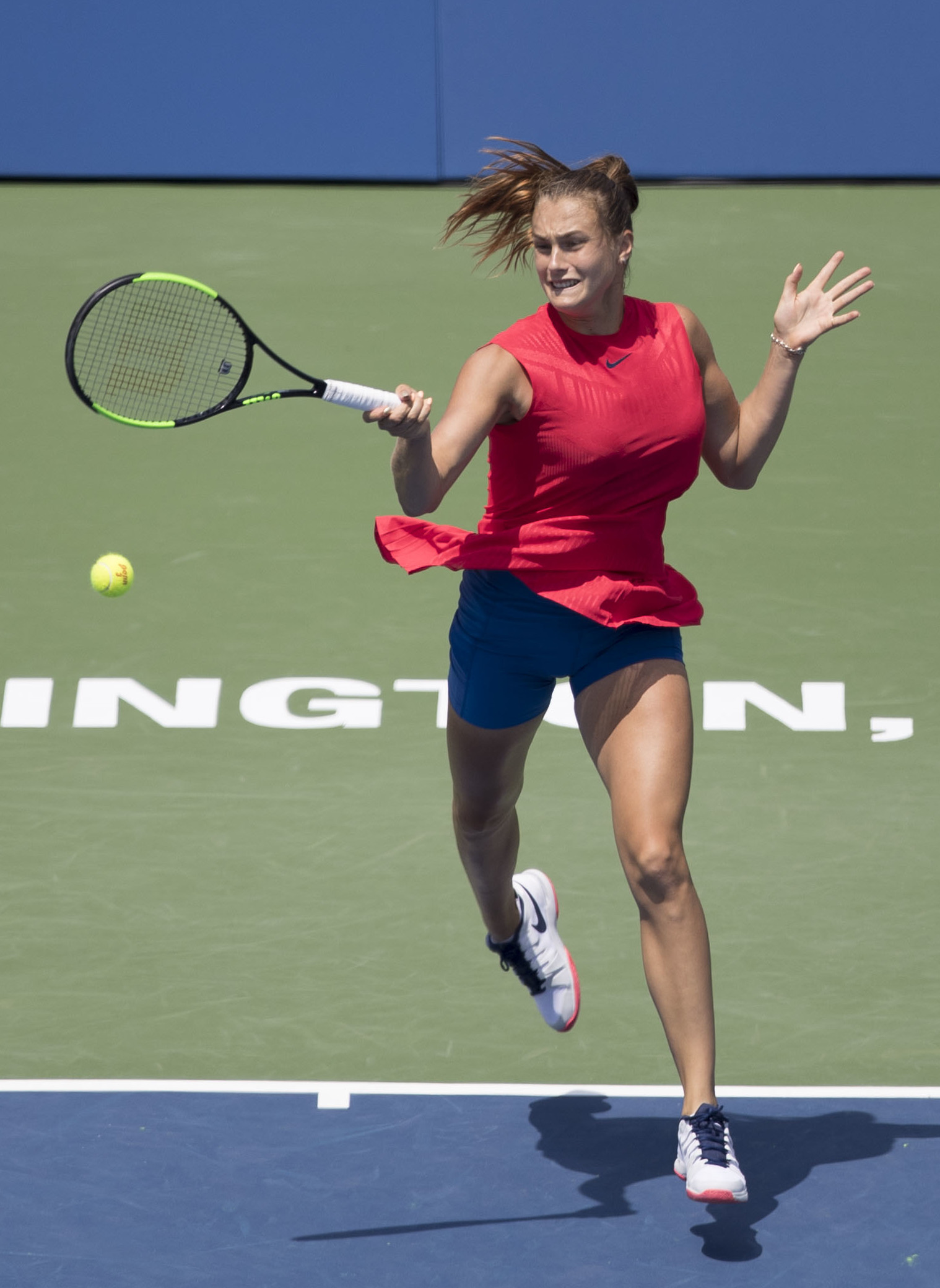
Sabalenka lors du tournoi de Washington en 2017.

Elle s'incline au deuxième tour des qualifications de l'Open d'Australie pour lancer son année et parvient à sortir ensuite de celles de Dubaï pour affronter Kateryna Volodko, 79e joueuse mondiale. Elle perd le match (6-4, 4-6, 3-6). Elle atteint la finale mi-mars de l'ITF de Shenzen battue par la Russe Ekaterina Alexandrova en finale (2-6, 5-7).
Elle sort quelques mois plus tard des qualifications de Wimbledon en battant Han Na-Lae (4-6, 6-2, 6-4), puis deux Américaines, Jamie Loeb et Kristie Ahn pour disputer pour la première fois de sa carrière un tournoi du Grand Chelem. Elle dispose au premier tour d'Irina Khromacheva (6-3, 6-4) puis s'incline contre l'Allemande Carina Witthöft.
Lors du premier tour de la Fed Cup 2017, elle est sélectionnée face aux Pays-Bas. Elle perd son premier match en simple contre Kiki Bertens mais prend le dessus sur Michaëlla Krajicek pour qualifier son équipe pour les demi-finales. En avril, face à la Suisse, elle perd le second match de son équipe contre Timea Bacsinszky, 22e mondiale (4-6, 5-7). Elle se rachète toutefois le lendemain en battant Viktorija Golubic, 54e mondiale (6-3, 2-6, 6-4) dans le 4e simple et apporte le point décisif à la Biélorussie ; celle-ci s'impose 3 à 2 au bout des cinq duels face à la Suisse. Son pays accueille les États-Unis pour la grande finale en novembre à Minsk. Sabalenka gagne son duel face à Sloane Stephens (6-3, 3-6, 6-4), récente vainqueur de l'US Open, mais perd le lendemain contre Coco Vandeweghe (65-7, 1-6) alors 10e mondiale. La Biélorussie échoue au bout du double décisif remporté par les États-Unis.
Après avoir disputé et perdu la finale de Tianjin (battant Sara Errani en demi-finale et s'inclinant contre l'ancienne numéro une mondiale, Maria Sharapova en finale), elle intègre le Top 100.
Elle confirme son éclosion cette saison en remportant son premier tournoi en catégorie WTA 125 à Mumbaï en Inde, en disposant de Priscilla Hon, Lu Jia-Jing (65-7, 6-2, 7-64), au terme d'un match serré, puis en deux sets de Naomi Broady, de la Française Amandine Hesse et de la Slovène Dalila Jakupović en finale (6-2, 6-3). Elle ne bat ainsi aucune joueuse du Top 100 durant le tournoi.

### 2018:1resvictoires sur des top 10, évolution au classement et vainqueur enPremier 5
La Biélorusse commence vraiment sa saison au tournoi de Lugano, passant au 1er tour Mihaela Buzărnescu (5-7, 6-3, 6-2), après Polona Hercog puis Camila Giorgi (6-3, 6-0), avant de boucler son match (6-4, 6-2) face à la locale Stefanie Vögele pour rallier la finale. Elle s'incline contre la tête de série numéro 2, Elise Mertens (5-7, 2-6) en 1 h 24 min.
Après pas mal d'inconstance, elle rebondit avec une finale au tournoi d'Eastbourne sur gazon. Elle passe en trois sets Sacha Vickery, puis la tête de série numéro 6, Julia Görges (1-6, 6-4, 6-4) et prenant sa revanche sur Elise Mertens en 1/8 de finale (7-5, 2-6, 7-64) dans une rencontre serrée. Elle vainc la 7e mondiale, Karolína Plíšková (6-3, 2-6, 7-65) pour rallier le dernier carré après 2 h 15 min de jeu. Elle se qualifie pour sa 2e finale de l'année, en battant Agnieszka Radwańska (6-3, 1-6, 6-3) en presque deux heures. Malgré un bon match et une rencontre serrée d'à nouveau deux heures de jeu, elle chute face à la no 2 mondiale, Caroline Wozniacki (5-7, 65-7), perdant ainsi une autre finale.

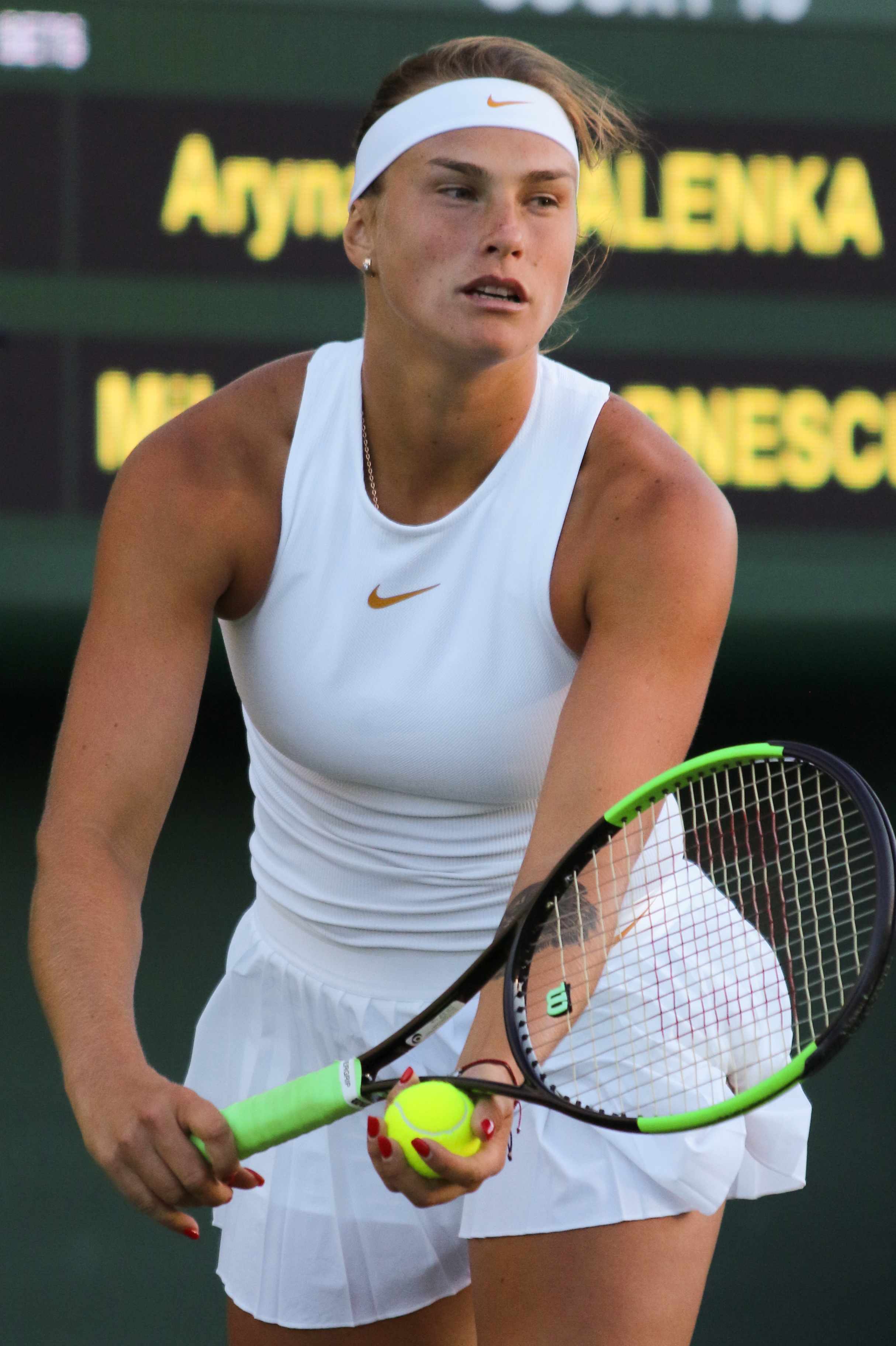
Aryna Sabalenka à Wimbledon 2018.

En août sur le ciment américain à Montréal, au 2e tour, elle passe Caroline Wozniacki (5-7, 6-2, 7-64), mais chute au tour d'après face à Elise Mertens (6-2, 61-7, 0-6) après un retournement complet.
Puis elle enchaîne avec Cincinnati, en battant une bonne joueuse d'entrée, Johanna Konta (4-6, 6-3, 6-4), puis la 8e mondiale, Karolína Plíšková (2-6, 6-3, 7-5) et enfin la 5e mondiale, Caroline Garcia (6-4, 3-6, 7-5) dans des rencontres serrées se jouant aux détails. Et elle écœure l'Américaine Madison Keys tête de série numéro 13 (6-3, 6-4) pour atteindre sa première demi-finale dans un Premier 5. Elle s'incline en 1 h 16 min (3-6, 4-6) face à la no 1 mondiale, Simona Halep. Troisième tournoi consécutif à New Haven, Sabalenka passe tranquillement Samantha Stosur puis bat difficilement la tête de série numéro 9, Daria Gavrilova (6-3, 66-7, 7-5) et tenante du titre. Par la suite, elle bat (6-3, 6-2) Belinda Bencic, puis elle se qualifie pour la finale en triomphant face à la 9e mondiale, Julia Görges (6-4, 7-63). Elle remporte ensuite le titre face à Carla Suárez Navarro (6-1, 6-4) plutôt facilement. Il s'agit de son 1er titre Premier, ce qui lui permet d'intégrer le top 20.
À l'US Open, elle passe Danielle Collins en trois sets, puis l'ancienne no 2 mondiale, Vera Zvonareva (6-3, 7-67) et la 5e mondiale, Petra Kvitová (7-5, 6-1) pour atteindre son premier 1/8 de finale en Grand Chelem. Avant de s'incliner face à la tête de série numéro 20 et future lauréate du tournoi, Naomi Osaka (3-6, 6-2, 4-6) de 20 ans également. La Biélorusse sera la seule à lui prendre un set de tout son parcours.
En Chine, pour la tournée asiatique à Wuhan, elle affronte et bat difficilement Carla Suárez Navarro (7-62, 2-6, 6-2). Après un démarrage diesel dans le tournoi, elle enchaîne au 2e tour avec une victoire sur la 6e mondiale, Elina Svitolina (6-4, 2-6, 6-1), signant sa 7e victoire sur une top 10 cette saison. Puis la qualifiée Sofia Kenin, après Dominika Cibulková (7-5, 6-3) et la tête de série numéro 16, Ashleigh Barty (7-62, 6-4) pour atteindre la finale en 1 h 25 min. Elle remporte facilement (6-3, 6-3) en 1 h 12 min son 2e titre de la saison et le premier en catégorie Premier 5 contre l’Estonienne Anett Kontaveit. Grâce à ce titre, la Biélorusse entre dans le top 20 à la 20e place mondiale.
Ensuite à l'Open de Pékin, elle enchaîne avec une victoire sur la tête de série numéro 14, Garbiñe Muguruza (7-5, 6-4) ; ainsi que la tenante du titre et 8e mondiale, Caroline Garcia (5-7, 7-63, 6-0) au terme d'une rencontre à retournement pour atteindre les quarts de finale. Fatiguée des matchs à répétitions, elle s'incline (5-7, 5-7) contre la locale Wang Qiang, en forme depuis septembre.
Au Masters de Zhuhai, placée dans le groupe Orchidée, elle bat Ashleigh Barty (6-4, 6-4) en 1 h 25 min, mais s'incline dans son dernier match face à Caroline Garcia (4-6, 4-6) en 1 h 23 min qui prend sa revanche, l'éliminant de la compétition. Elle termine ainsi sa saison à la 11e place mondiale.

### 2019:2etitre enPremier 5, finale à San José et montée dans le top 10 mais fragilité en Grand Chelem

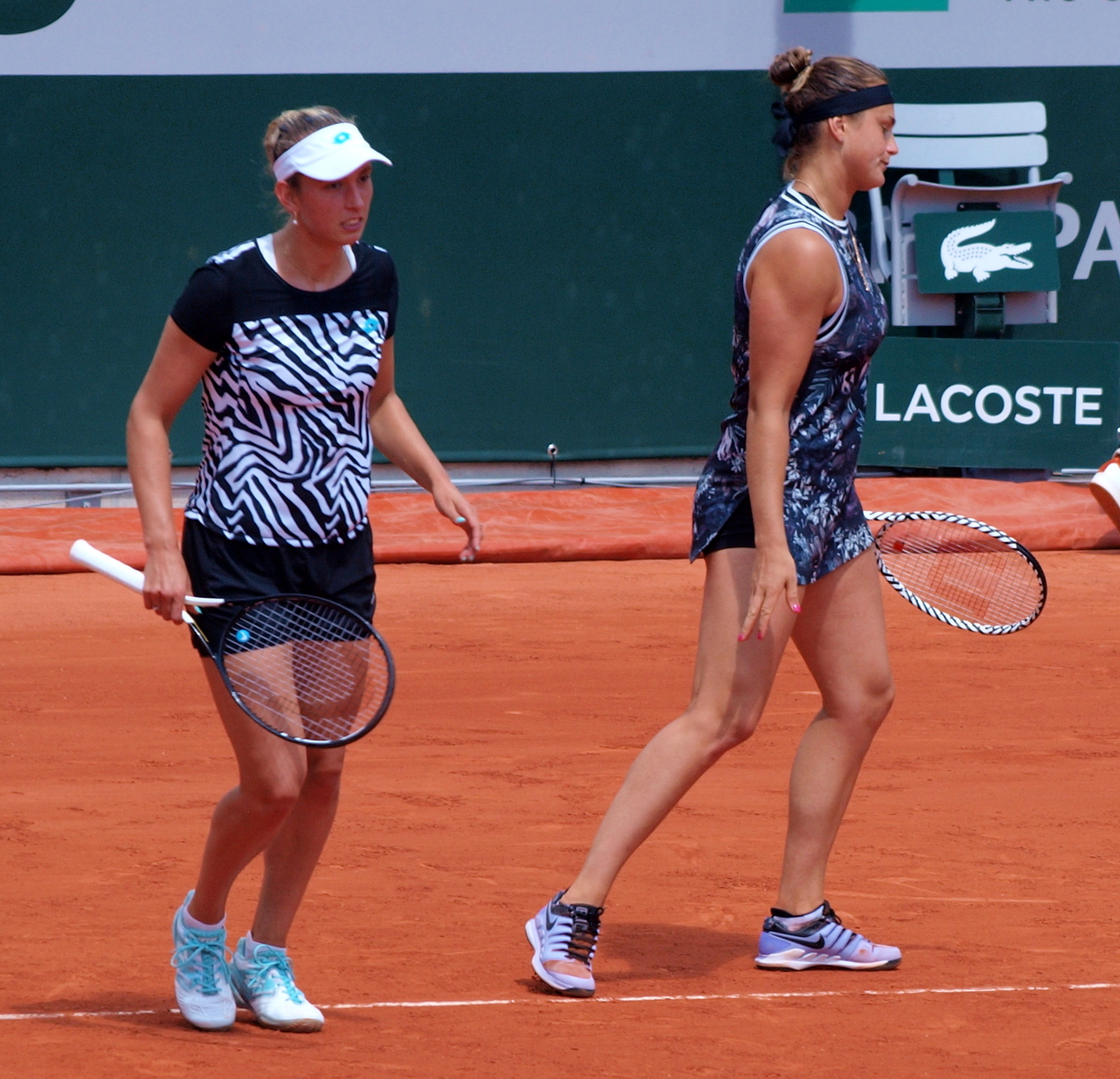
Elise Mertens (à gauche) avec Aryna Sabalenka lors d'un match de double à Roland-Garros 2019.

Pour son premier tournoi de l'année à Shenzhen, Sabalenka obtient un titre. En tant que tête de série numéro 1, elle profite de l'abandon de Maria Sharapova en quart et s'adjuge le trophée face à Alison Riske (4-6, 7-62, 6-3) au terme d'une finale disputée. Elle ne renouvelle pas à Sydney, où elle sort dès le premier tour, battue en deux manches par Petra Kvitová (1-6, 5-7). Pendant l'Open d'Australie, Sabalenka, tête de série numéro 11, franchit rapidement le premier tour en dominant Anna Kalinskaya en deux sets (6-1, 6-4), puis Katie Boulter (6-3, 6-4). Elle est éliminée sèchement (3-6, 2-6) au tour suivant par l'Américaine Amanda Anisimova. Elle monte à la 10e place au classement WTA, grâce notamment à une performance nettement plus positive que l'an dernier, où elle s'était arrêtée au premier tour.
Pendant le tournoi de Saint-Pétersbourg, Aryna Sabalenka, exemptée de premier tour et tête de série numéro 4, écarte Alison Van Uytvanck en huitièmes (6-1, 6-4) puis Ekaterina Alexandrova en quarts (6-3, 6-4) avant de chuter face à Kiki Bertens en demies (65-7, 2-6). La Biélorusse grimpe encore d'une place.
Elle gagne ensuite, facilement, deux matchs de Fed Cup : face à Andrea Petkovic (6-2, 6-1) et face à Laura Siegemund (6-1, 6-1). À Dubaï, tête de série numéro 8, elle franchit le premier tour, puis chute au second. Après avoir dominé Ivana Jorovic (6-4, 6-0), elle est battue par Belinda Bencic (4-6, 6-2, 67-7). Elle franchit un palier de moins que l'an passé, mais son classement ne bouge pas.
Lors du tournoi d'Indian Wells, où elle est tête de série no 9, Aryna est exemptée de premier tour, puis elle défait Ajla Tomljanović en trois sets (6-3, 4-6, 6-0), elle écarte Lesia Tsurenko en deux sets (6-2, 7-5) puis tombe finalement face à Angelique Kerber en trois sets (1-6, 6-4, 4-6). Elle s'arrête au même stade qu'en 2018, et ne bouge pas au classement. Sabalenka sera ensuite sortie précocement à Miami, battue par son adversaire du premier tour d'Indian Wells : Tomljanović (3-6, 4-6). À la suite de ce résultat décevant par rapport à 2018, elle chute d'une place. Cependant avec sa partenaire et amie, la Belge Elise Mertens, elles remportent Indian Wells et Miami en double.
Elle n'ira pas beaucoup plus loin sur la terre battue de Charleston, alignée en tant que tête de série no 3, où elle sort Kateryna Kozlova en trois manches (3-6, 6-3, 6-3) mais est défaite par Mónica Puig en deux sets (2-6, 5-7). Son classement stagne cependant.
Deux défaites précoces se succéderont ensuite : une en deux sets (5-7, 4-6) face à Svetlana Kuznetsova, wild-card, à Madrid, puis une également en deux sets (1-6, 4-6) face à Alizé Cornet, qualifiée, à Rome. À l'issue de ces deux déceptions elle chute d'une place, pour devenir 11e mondiale.
De retour en France afin de préparer Roland-Garros, Aryna Sabalenka réalise un beau parcours à Strasbourg, où elle atteint les demi-finales. Tête de série no 2, elle terrasse Lin Zhu (6-0, 6-1) au premier tour, défait Laura Siegemund (6-4, 6-3) au second, prend sa revanche sur Mónica Puig en quarts (6-1, 3-6, 6-2) mais tombe sèchement face à Dayana Yastremska (4-6, 4-6). Malgré cette bonne semaine, elle reste 11e.
Vient donc ensuite le tournoi majeur français, où elle reste sur une défaite au premier tour en 2018. Tête de série no 11, elle bat Dominika Cibulková en deux manches (7-5, 6-1) pour filer au second tour, où elle sera à nouveau battue par Amanda Anisimova, révélation de ce tournoi, en deux manches (4-6, 2-6). Malgré cette défaite rapide, elle reste sur un résultat positif et monte d'une place pour retourner dans le top 10.
Suivront deux défaites au premier tour de Bois-le-Duc face à Destanee Aiava (63-7, 6-1, 4-6), puis au premier tour de Birmingham face à Hsieh Su-wei (3-6, 6-2, 61-7).
Au tournoi d'Eastbourne, Sabalenka, qui reste sur une finale en 2018, est tête de série no 8 et donc exemptée de premier tour. Elle bat Tamara Zidanšek en deux sets (6-2, 6-3), Caroline Wozniacki en trois (2-6, 6-4, 7-65) et tombe, en quarts et également en trois sets, face à Kiki Bertens (4-6, 6-3, 4-6). La Biélorusse sort alors du top 10. À Wimbledon, 2018 et 2019 seront semblables pour Aryna, avec une défaite au premier tour à chaque fois. Tête de série no 10, elle sera sortie par Magdaléna Rybáriková en deux sets (2-6, 4-6).
Cependant, à San José, elle atteint la finale, faisant oublier sa défaite au premier tour en 2018. Tête de série no 2, elle passe en deux sets sur Coco Vandeweghe (6-3, 6-3), se défait de Carla Suárez Navarro en trois sets (3-6, 6-2, 6-4), domine Donna Vekić en deux sets (6-4, 6-3) mais est stoppée par Zheng Saisai lors de la dernière marche (3-6, 63-7). Sa performance lui octroie une place de 9e mondiale.
Elle est sortie deux jours plus tard au premier tour du tournoi de Toronto, battue par Anastasia Pavlyuchenkova en trois manches (6-3, 3-6, 5-7). Malgré un résultat différent de l'année dernière, elle reste 9e. À Cincinnati, où elle est tête de série no 9, Sabalenka accède aux seizièmes de finale après avoir écarté Petra Martić (6-1, 6-4) et Zheng Saisai (6-4, 6-3). Elle est défaite en trois sets (7-64, 4-6, 4-6) par María Sákkari aux portes des huitièmes.
Pour ce qui est de l'US Open, Aryna Sabalenka s'y rend avec le statut de tête de série no 9 et avec 240 points à défendre, après avoir rallié les seizièmes de finale en 2018. Après avoir disposé de Victoria Azarenka au premier tour (3-6, 6-3, 6-4), elle est écartée en deux sets par Yulia Putintseva (3-6, 63-7) au tour suivant. C'est n'est donc qu'avec 70 points que Sabalenka se retire de ce tournoi.
Pour le tournoi de Wuhan en tant que 14e mondiale, elle passe sa compatriote Aliaksandra Sasnovich, puis Danielle Collins en ne perdant qu'un jeu et la 8e mondiale, Kiki Bertens. Après, elle franchit l'obstacle Elena Rybakina en trois manches et après 1 h 43 min de jeu, elle sort la no 1 mondiale, Ashleigh Barty (7-5, 6-4) pour rallier la finale. Sabalenka conserve finalement son titre à Wuhan en l'emportant (6-3, 3-6, 6-1) en 1 h 54 min contre l'Américaine Alison Riske.
Enfin pour le Masters bis de Zhuhai, placée dans le Groupe Rose, Aryna remporte ses deux matchs de poules contre María Sákkari (6-3, 6-4) en 1 h 19 min et Elise Mertens (6-4, 3-6, 7-5) plus difficilement en 2 h 20 min. Dans une rencontre serré, elle s'impose (7-5, 7-64) en 1 h 52 min face à Karolína Muchová et aller en finale. Elle gagne le titre (6-4, 6-2) en 1 h 16 min contre Kiki Bertens.

### 2020: 3 titres dont un3eenPremier 5
Sabalenka atteint les demi-finales à Adélaïde en ayant battu surtout la tête de série numéro 2, Simona Halep (6-4, 6-2), mais s'inclinant en deux manches contre Dayana Yastremska. Lors de l'Open d'Australie, Aryna Sabalenka, bien que tête de série, s'incline en deux sets dès le premier tour face à Carla Suárez Navarro (66-7, 66-7).
Elle participe au tournoi de Dubaï où elle passe le premier tour contre Maria Sakkari (6-2, 4-6, 6-1) ainsi que le deuxième contre Elise Mertens (6-4, 6-3), avant de s'incliner face à Simona Halep (6-3, 2-6, 2-6) qui remportera le tournoi. Sabalenka poursuit au tournoi de Doha, exemptée de premier tour, elle bat Anett Kontaveit en trois sets, après María Sákkari (6-3, 6-0) puis la Chinoise Zheng Saisai en trois manches compliqué. Elle rallie la finale en disposant de la Russe Svetlana Kuznetsova (6-4, 6-3) en 1 h 13 min de jeu. En 1 h 14 min, elle s'octroie le titre face à Petra Kvitová (6-3, 6-3), remportant son 3e titre en catégorie Premier 5.
En août, elle entame une collaboration avec Dieter Kindlmann. Lors de l'US Open, elle élimine Océane Dodin au premier tour (7-61, 6-4) avant de s'incliner contre sa compatriote Victoria Azarenka (1-6, 3-6) lors du tour suivant.
Ayant à nouveau changé d'entraîneur, Anton Dubrov succédant à Kindlmann, Sabalenka s'impose le 25 octobre en finale du simple du tournoi d'Ostrava, en République tchèque, prenant sa revanche sur Victoria Azarenka (6-2, 6-2). Pendant la semaine, elle aura battu Cori Gauff en trois manches serrées (1-6, 7-5, 7-62), la qualifiée Sara Sorribes Tormo sur l'étonnant score de 0-6, 6-4, 6-0 où elle remporte les 12 derniers jeux du match après avoir perdu les 10 premiers, puis Jennifer Brady en demi-finale (6-4, 6-4). Elle remporte aussi la finale du double en compagnie d'Elise Mertens face à Gabriela Dabrowski et Luisa Stefani (6-1, 6-3).
Sabalenka participe ensuite au tournoi de Linz, en Autriche, en tant que tête de série numéro 1, où elle passe le premier tour contre Jasmine Paolini (6-4, 6-4) ainsi que le deuxième contre Stefanie Vögele (6-0, 6-3). En quarts de finale, elle affronte Océane Dodin. La Française abandonne au deuxième set (6-3, 3-3) après avoir déjà perdu le premier. En demi-finale, elle se défait plus difficilement de Barbora Krejčíková en trois sets (7-5, 4-6, 6-3) avant d'affronter en finale sa partenaire de double Elise Mertens. La Biélorusse remporte le match (7-5, 6-2) pour son deuxième titre WTA d'affilée après Ostrava.

### 2021:10etitreen carrière, titre en double à l'Open d'Australie, premières 1/2 finales de Grand Chelem en simple et numéro 2 en fin de saison
Aryna Sabalenka commence l'année par une victoire au tournoi WTA 500 d'Abou Dabi, en tant que tête de série numéro 4, elle dispose d'abord de Polona Hercog, puis Ajla Tomljanović et la Tunisienne Ons Jabeur sans perdre de set. Elle vainc Elena Rybakina en perdant son premier set de l'année et María Sákkari facilement en deux manches pour arriver en finale. Elle remporte le titre facilement (6-2, 6-2) contre la Russe Veronika Kudermetova. C'est son 9e titre en carrière et le troisième d'affilée.

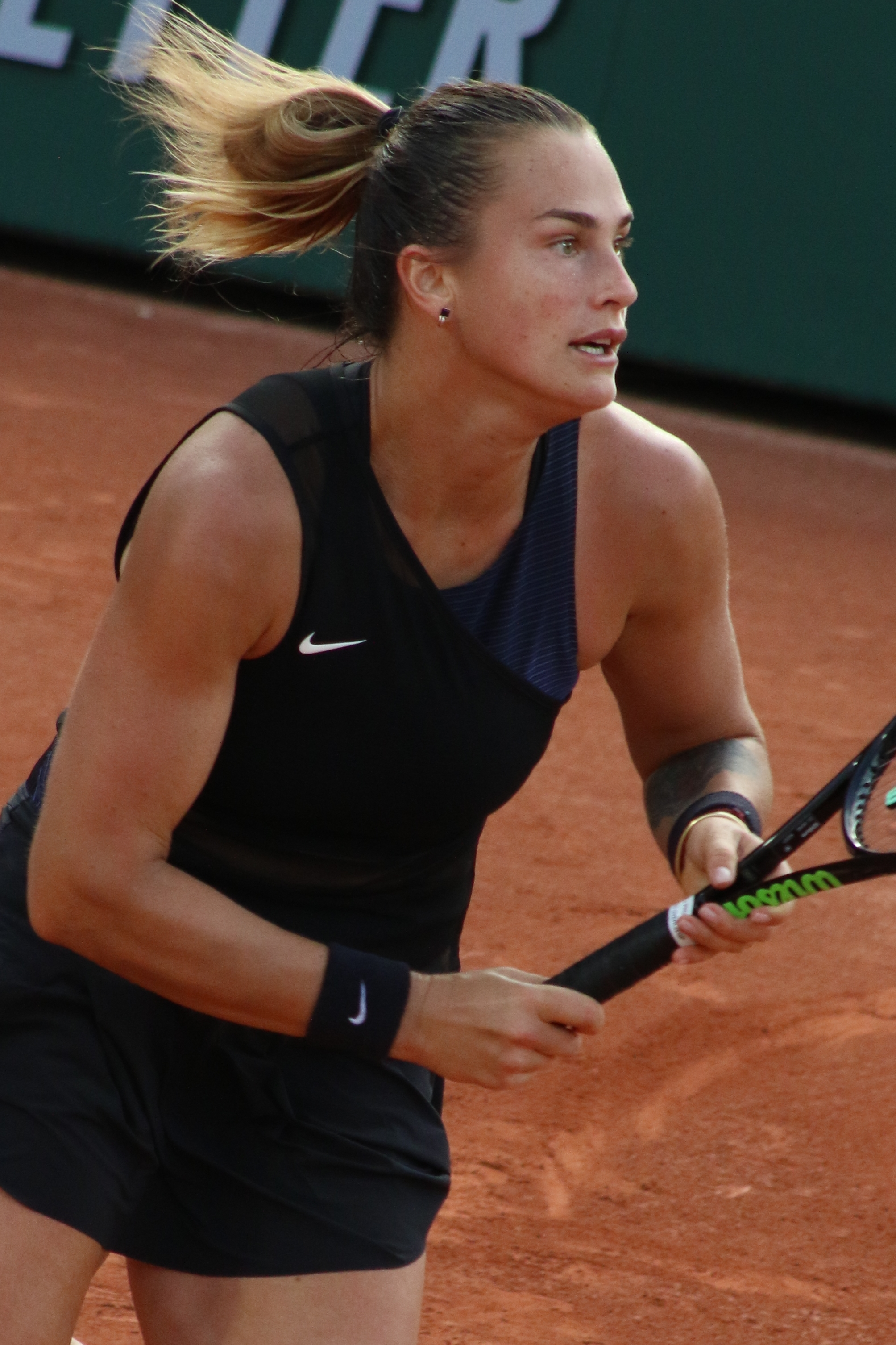
Aryna Sabalenka lors d'un match à Roland-Garros 2021.

Tête de série numéro 4 du tournoi de Melbourne, elle s'incline dès son premier match au deuxième tour face à Kaia Kanepi en trois sets (1-6, 6-2, 1-6).
Tête de série numéro 7, elle débute par une victoire au premier tour de l'Open d'Australie en s'imposant en deux sets face à Viktória Kužmová (6-0, 6-4) puis gagne au deuxième tour face à Daria Kasatkina (7-65, 6-3). Au troisième tour, elle se défait d'Ann Li (6-3, 6-1) pour atteindre les huitièmes de finale du tournoi pour la première fois de sa carrière. Elle perd contre Serena Williams en trois sets (4-6, 6-2, 4-6). En double, elle remporte le tournoi avec Mertens en battant en finale les Tchèques Barbora Krejčíková et Kateřina Siniaková. Elle devient alors numéro 1 mondiale de la discipline.
À Doha et Dubaï, elle perd contre la même joueuse, à chaque fois en trois manches serrées, face à Garbiñe Muguruza. Aryna va en quarts de finale de Miami, perdant contre la numéro 1 mondiale, Ashleigh Barty (4-6, 7-65, 3-6), qui remportera le tournoi.
Sur terre battue au tournoi de Stuttgart, Sabalenka passe sans forcer Shuai Zhang et la qualifiée Anna-Lena Friedsam, avant de perdre un set contre Anett Kontaveit. Elle se qualifie pour la finale, en dominant (6-3, 6-2) la 3e mondiale, Simona Halep. Après le gain du premier set, elle perd en trois manches face à la numéro 1 mondiale, Ashleigh Barty. Elle enchaîne avec le tournoi de Madrid avec sérénité, Sabalenka bat facilement la qualifiée Vera Zvonareva, Daria Kasatkina, après Jessica Pegula et profite de l'abandon d'Elise Mertens en quarts alors qu'elle menée largement. Elle rallie la finale en battant facilement Anastasia Pavlyuchenkova en un peu plus d'une heure. La Biélorusse prend sa revanche est vainc finalement en 1 h 39 min la numéro 1 mondiale, Ashleigh Barty dans une rencontre décousue (6-0, 3-6, 6-4), remportant son 11e titre en carrière et l'un des plus importants.
Elle participe à Roland-Garros. Après avoir sorti Ana Konjuh (6-4, 6-3) et sa compatriote Aliaksandra Sasnovich (7-5, 6-3), elle s'incline au troisième tour en trois sets face à la future finaliste, Anastasia Pavlyuchenkova (4-6, 6-2, 0-6).
Elle aborde Wimbledon avec une maigre préparation sur gazon, alors tête de série numéro 2, elle dispose de la qualifiée Monica Niculescu, puis perd un set face à la locale Katie Boulter et facilement contre Camila Osorio. Elle s'impose (6-3, 4-6, 6-3) contre Elena Rybakina et va en quarts de finale ; puis passe en 1 h 14 min face à la Tunisienne Ons Jabeur (6-4, 6-3) et atteint les demi-finales pour la première fois de sa carrière en Grand Chelem,. Elle échoue au portes de la finale en trois sets face à Karolína Plíšková (7-5, 4-6, 4-6) après 1 h 53 min de jeu.
Après avoir sorti Magda Linette en deux sets (6-2, 6-1), Sabalenka s'incline dès le deuxième tour aux Jeux olympiques à Tokyo en trois sets face à Donna Vekić (4-6, 6-3, 63-7). C'est la première participation de Sabalenka aux Jeux olympiques.
En août au tournoi du Canada à Montréal, elle atteint les demi-finales avec des victoires sur Sloane Stephens et sa compatriote Victoria Azarenka notamment. Elle bute une nouvelle fois sur Karolína Plíšková mais en deux manches.
Lors de l'US Open, en tant que no 2 mondiale, Aryna Sabalenka lance son tournoi par un match face à Nina Stojanović, puis obtient de faciles victoires face à Tamara Zidanšek, Danielle Collins et de nouveau Elise Mertens. En 1 h 26, elle domine la Tchèque Barbora Krejčíková pour atteindre sa seconde demi-finale consécutive en Grand Chelem,. Sabalenka s'incline à nouveau à la porte de la finale en trois sets face à la jeune Canadienne, Leylah Fernandez (63-7, 6-4, 4-6) après 2 h 21 min. Ces deux demi-finales consécutives en Grand Chelem montrent une progression de Sabalenka dans les plus importants tournois de tennis de la saison, ce qu'elle lie à une nouvelle approche mentale des évènements majeurs à partir de Wimbledon.
Pour ses premiers Masters en simple, placée dans le Groupe Chichén Itzá, elle perd sèchement son premier match face à Paula Badosa, puis gagne face à Iga Świątek (2-6, 6-2, 7-5) en 2 h 18 min ; mais s'incline sur le fil dans une rencontre de prêt de trois heures contre María Sákkari.

### 2022: 1/2 finale à l'US Open, finale au Masters et impact du conflit Ukraine/Russie
Elle commence l'année par deux défaites aux premiers tours des tournois d'Adélaïde. Elle dispute et atteint par la suite les huitièmes de finale de l'Open d'Australie, s'inclinant contre l'Estonienne Kaia Kanepi. Durant les mois de février et de mars, elle remporte quatre victoires en quatre tournois.
La tournée sur terre battue est meilleure pour elle, atteignant la finale du tournoi de Stuttgart, avec des victoires sur Bianca Andreescu, Anett Kontaveit et Paula Badosa. Elle s'incline en finale contre la Polonaise Iga Świątek (2-6, 2-6). Elle atteint également les demi-finale au tournoi de Rome, s'inclinant de nouveau contre Iga Świątek (2-6, 1-6).
Durant le mois de mai, elle dispute le tournoi de Roland-Garros 2022 en tant que tête de série no 7. Elle s'incline au troisième tour pour la troisième année consécutive face à l'Italienne Camila Giorgi (6-4, 1-6, 0-6).
En juin, elle atteint la finale du tournoi de Bois-le-Duc, en battant Kateryna Baindl, Arianne Hortono, Alison Van Uytvanck et Shelby Rogers. Elle perd en finale contre Ekaterina Alexandrova (5-7, 0-6), encaissant neuf jeux consécutifs.
Elle dispute dans la foulée le tournoi de Berlin où elle est éliminée au premier tour par la Russe Veronika Kudermetova (6-2, 5-7, 4-6). Elle s'incline en quarts à San Jose contre la Russe Daria Kasatkina, puis au deuxième tour de Toronto contre Coco Gauff. Elle enchaîne mi-août avec une demi-finale à Cincinnati, battue par Caroline Garcia en trois manches (2-6, 6-4, 1-6).
Elle participe ensuite à l'US Open en tant que tête de série no 6 et bat successivement la qualifiée Catherine Harrison, puis en sauvant deux balles de match et étant menée 2-6 1-5, Kaia Kanepi (2-6, 7-6, 6-4) et Clara Burel pour rejoindre les huitièmes de finale. Elle bat la locale Danielle Collins pour la quatrième fois en autant de rencontres, puis la Tchèque Karolína Plíšková, ancienne finaliste, pour jouer une demi-finale en Grand Chelem pour la troisième fois de sa carrière et la deuxième année consécutive à New York. Elle s'incline pour la quatrième fois de l'année contre la numéro un mondiale Iga Świątek (6-3, 1-6, 4-6).
Plus d'un mois après, elle est sortie en quart de finale du tournoi de San Diego contre la qualifiée Donna Vekić, puis au deuxième tour de Guadalajara contre la Russe Liudmila Samsonova.
En novembre, à Fort Worth (Texas), elle s'incline en finale du Masters WTA, face à Caroline Garcia en deux sets (6-7, 4-6).

### 2023:1ertitreen Grand Chelem à l'Open d'Australie, titre à Madrid, demi-finale à Roland-Garros et Wimbledon, finale à l'US Open et numéro 1 mondiale
La Biélorusse lance son année en remportant le onzième titre de sa carrière à Adelaïde 1 en ne concédant pas un set du tournoi. Elle s'impose face à Liudmila Samsonova (7-6, 7-6), Markéta Vondroušová (6-3, 7-5), Irina-Camelia Begu (6-3, 6-2) et la jeune Tchèque Linda Nosková (6-3, 7-5), qui dispute sa première finale sur le circuit. Elle emporte ainsi son premier trophée depuis un an et demi.
Elle enchaîne ensuite en réalisant un Open d'Australie remarquable, ne concédant qu'un seul set du tournoi en finale où elle s'impose face à Elena Rybakina (4-6, 6-3, 6-4). Auparavant, elle s'était imposée au premier tour contre la Tchèque Tereza Martincová (6-1, 6-4), l'Américaine Shelby Rogers (6-3, 6-1), la Belge Elise Mertens (6-2, 6-3), ancienne demi-finaliste, en huitième de finale contre la Suissesse Belinda Bencic, titrée elle aussi à Adelaïde plus tôt dans l'année (7-5, 6-2) et contre deux joueuses inattendues à ce niveau :  Donna Vekić, 64e mondiale, (6-3, 6-2) et la Polonaise Magda Linette, qui n'était jamais parvenue en deuxième semaine d'un majeur (7-6, 6-2). Elle s'impose en finale contre la Kazakhe Elena Rybakina, vainqueure de Wimbledon l'année dernière. Elle remporte ainsi son premier titre en Grand Chelem, après trois demi-finales perdues en 2021 et 2022.
Fin février, elle domine à Dubaï l'Américaine Lauren Davis (6-0, 6-1) puis élimine la tenante du titre Jeļena Ostapenko (2-6, 6-1, 6-1) mais se fait renverser en quarts de finale par la Tchèque Barbora Krejčíková (6-0, 6-7, 1-6), future vainqueur du tournoi. En tant que tête de série numéro deux à Indian Wells, elle élimine d'abord la Russe Evgeniya Rodina (6-2, 6-0) puis profite du forfait de l'Ukrainienne Lesia Tsurenko. Elle prend sa revanche sur la Tchèque Barbora Krejčíková (6-3, 2-6, 6-4) pour atteindre les quarts de finale, sa meilleure performance dans ce tournoi jusqu'alors. Elle écarte les sixièmes et septièmes mondiales Coco Gauff (6-4, 6-0) et María Sákkari (6-2, 6-3). Elle retrouve en finale la Kazakh Elena Rybakina, qu'elle avait battu quelques mois auparavant en finale de l'Open d'Australie. Son adversaire prend sa revanche, la bat pour la première fois (6-7, 4-6) et la Biélorusse échoue pour la première fois de sa carrière en finale d'un WTA 1000.
Elle élimine la semaine suivante à Miami comme à l'Open d'Australie Shelby Rogers (6-4, 6-3) ainsi que les Tchèques Marie Bouzková (6-1, 6-2) et Barbora Krejčíková (6-3, 6-2, pour leur troisième duel de l'année). Elle égale alors sa meilleure performance à Miami mais ne parvient pas à aller plus loin, battue par la surprenante Roumaine Sorana Cîrstea (4-6, 4-6).
Pour le début de saison sur terre battue, elle s'envole pour Stuttgart où elle avait été finaliste l'année passée. S'imposant sans problème contre la Tchèque Barbora Krejčíková dans leur troisième duel de la saison (6-2, 6-3),  l'ancienne numéro deux Paula Badosa (4-6, 6-4, 6-4) et la Russe Anastasia Potapova, surprise du tournoi (6-1, 6-2), elle rallie sa quatrième finale de la saison. Elle s'incline contre la Polonaise Iga Świątek, numéro une et qui l'avait fait tomber au même stade l'année dernière (3-6, 4-6). C'est la troisième finale consécutive qu'elle perd sur la terre battue allemande.
La semaine suivante, elle part à Madrid et y remporte des victoires sur la Roumaine en forme Sorana Cîrstea (6-4, 6-3), l'invité Colombienne Camila Osorio (6-4, 7-5), la très jeune Russe Mirra Andreeva (6-3, 6-1) pour rallier les quarts de finale. Elle renverse à ce stade une autre surprise du tournoi, l'Egyptienne Mayar Sherif (2-6, 6-2, 6-1) puis s'impose comme à Indian Wells contre la Grecque María Sákkari en demi-finale (6-4, 6-1). Elle remporte en finale le tournoi (6-3, 3-6, 6-3) face à la no 1 mondiale Iga Świątek et prend ainsi sa revanche de Stuttgart. Elle marque mi-mai un coup d'arrêt à Rome en étant éliminée dès le premier match par l'Américaine Sofia Kenin, ancienne numéro quatre mondiale et finaliste à Roland Garros en 2020 (6-7, 2-6).
À Roland-Garros, elle fait partie des favorites et arrive en tant que tête de série numéro deux. Elle s'impose sans perdre de set contre Marta Kostyuk (6-2, 6-3), contre sa compatriote qualifiée Iryna Shymanovich (7-5, 6-2) et la Russe Kamilla Rakhimova (6-2, 6-2) pour jouer pour la première fois un huitième de finale à Roland Garros. Elle se défait en session de nuit de l'ancienne vainqueur Sloane Stephens (7-6, 6-4) et  après avoir écarté en quart de finale l'Ukrainienne Elina Svitolina (6-4, 6-4), toujours sans perdre le moindre set, elle s'incline en demi-finale face à la Tchèque Karolína Muchová (6-7, 7-6, 5-7), surprise du tournoi, malgré une balle de match obtenue.

Elle redémarre quelques semaines plus tard à Berlin, y bat Vera Zvonareva (6-3, 6-2) mais s'incline comme l'année passée contre la Russe Veronika Kudermetova (2-6, 6-7). Présentée comme l'une des favorites à Wimbledon, elle y fait son retour. Tête de série numéro deux, elle domine facilement la Hongroise Panna Udvardy, 82e joueuse mondiale (6-3, 6-1) puis lâche un set contre la naturalisée Française Varvara Gracheva (2-6, 7-5, 6-2). Elle passe en deuxième semaine à la faveur d'une victoire sur la Russe Anna Blinkova (6-2, 6-3) puis affronte une autre joueuse Russe en huitièmes en la personne d'Ekaterina Alexandrova, vainqueur à Bois-Le-Duc quelques semaines plus tôt sur gazon. Elle s'impose facilement (6-4, 6-0) et accède aux quarts de finale.

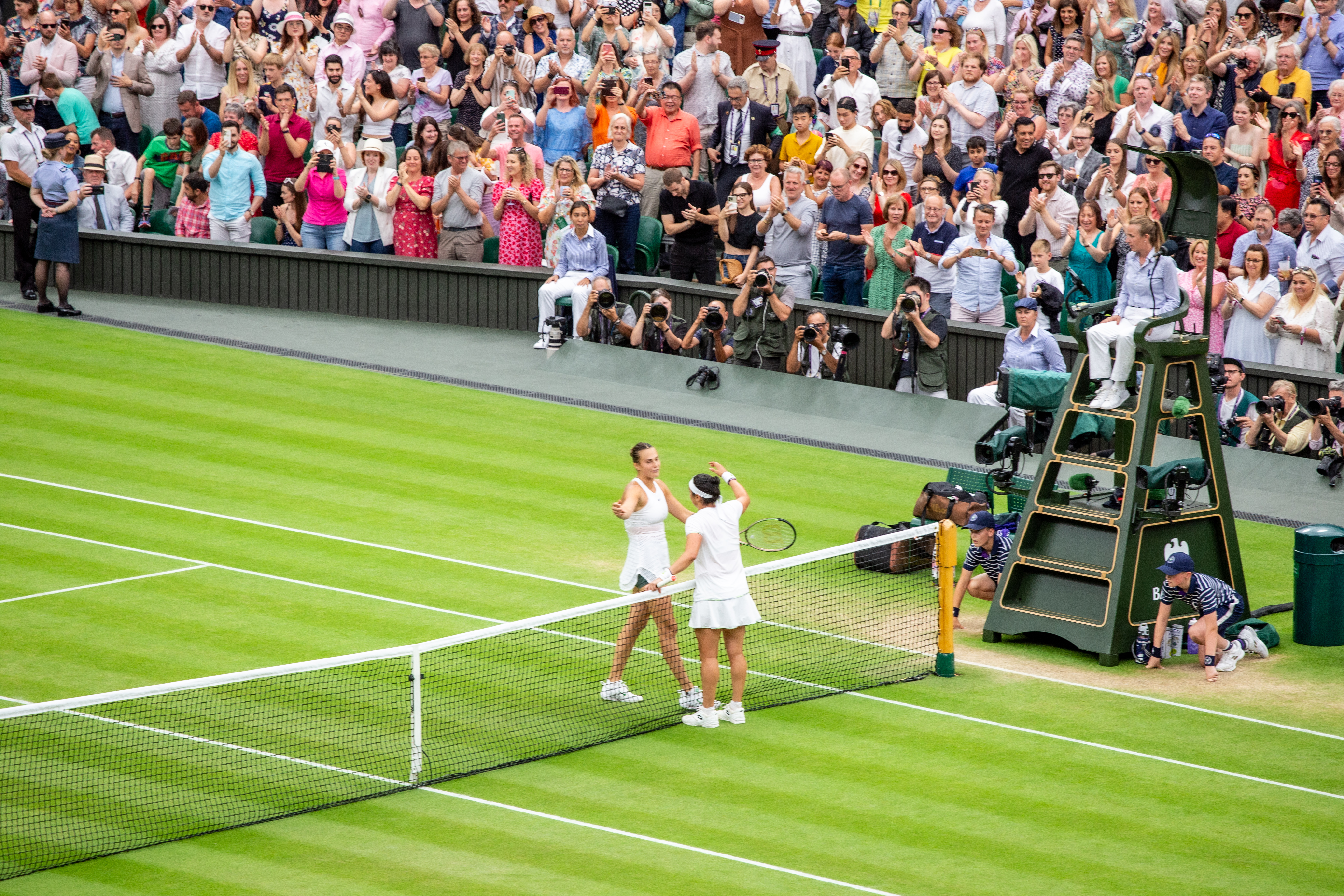
Après la demi-finale perdue à Wimbledon contre Ons Jabeur.

 L'Américaine Madison Keys qui joue le second quart de finale à Wimbledon de sa carrière, huit ans après le premier se dresse face à elle mais la Biélorusse continue son parcours sans perdre de set (6-2, 6-4), parvenant en demi-finale pour la quatrième fois sur les quatre derniers Grands Chelems qu'elle a disputés. La Tunisienne Ons Jabeur, finaliste l'année précédente, met fin à son parcours aux portes de la finale (7-65, 4-6, 3-6), au terme d'un beau duel qui aurait pu, si elle avait remporté ce match, lui donner la place de numéro un.
Elle s'envole pour le Canada pour disputer la tournée américaine début août. Comme l'année passée, elle est éliminée dès le troisième tour à l'Open du Canada, contre la Russe Liudmila Samsonova (6-7, 6-4, 3-6), qui remporte la plus belle victoire de sa carrière jusqu'alors, après avoir sorti Petra Martić (6-3, 7-6). À Cincinnati, elle se défait difficilement de la qualifié locale Ann Li (7-5, 2-6, 6-4) puis se débarrasse plus facilement de la Russe Daria Kasatkina (6-3, 6-3) et prend sa revanche sur Ons Jabeur (7-5, 6-3) contre qui elle avait perdu à Wimbledon. Elle joue pour la troisième fois les demi-finales du tournoi, mais comme lors de ses précédentes tentatives, elle est arrêtée à ce stade par la Tchèque Karolína Muchová, qui découvre ce niveau en WTA 1000 et qui la bat de nouveau (6-7, 6-3, 6-2).

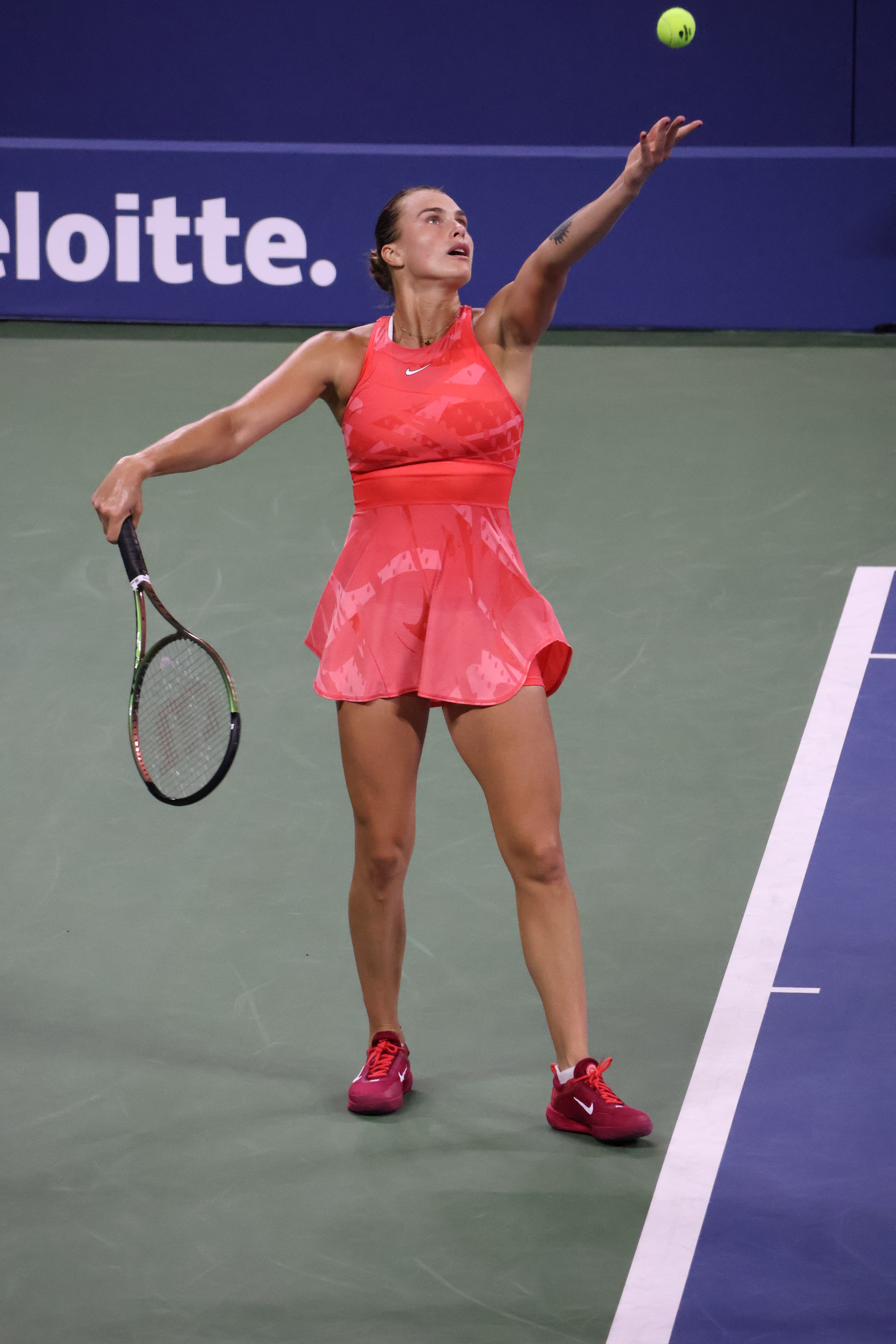
Aryna Sabalenka au premier tour de l'US Open.

Annoncée comme une des favorites à l'US Open, elle ne déçoit pas et s'impose aisément sur ses premiers tours contre la Belge Maryna Zanevska (6-3, 6-2), la Britannique Jodie Burrage (6-3, 6-2) et la Française Clara Burel (6-1, 6-1) qu'elle avait éliminé au même stade l'an dernier. La défaite précoce de la numéro une Iga Świątek, tenante du titre, en huitièmes de finale contre Jeļena Ostapenko lui assure de devenir à son tour numéro une pour la première fois de sa carrière à l'issue du tournoi. Libérée de l'enjeu, elle se montre ensuite expéditive face à la Russe Daria Kasatkina (6-1, 6-3) et la Chinoise Zheng Qinwen, tombeuse de la finaliste en titre Ons Jabeur et qui dispute son premier quart en Grand Chelem (6-1, 6-4). Parvenue en demi-finale pour la troisième année consécutive, elle prend de nouveau la direction de la défaite en perdant sèchement le premier set et en accusant un break de retard dans le deuxième (0-6, 3-5) contre la locale Madison Keys. Elle parvient cependant à inverser la situation pour remporter le match (0-6, 7-61, 7-65) et disputer sa première finale à New York. Elle affronte lors de ce match la jeune Coco Gauff qui propose un jeu de défense. Au terme d'un match intense, elle échoue à soulever le trophée (6-2, 3-6, 2-6), renversée par l'Américaine qui remporte son premier Grand Chelem en carrière.
Devenue numéro une, elle attend un mois avant de rejouer au WTA 1000 de Pékin, où elle sort facilement l'ancienne numéro quatre Sofia Kenin (6-1, 6-2) avant d'éliminer la qualifiée Katie Boulter (7-5, 7-6) et l'Italienne Jasmine Paolini (6-4, 7-6). Confronté à Elena Rybakina, cinquième joueuse mondiale, elle perd pour la deuxième fois contre la Kazakh cette année (5-7, 2-6) en quarts de finale.
Arrivant au Masters de Cancun dans la peau d'une favorite, elle fait forte impression contre María Sákkari, à qui elle ne cède qu'un seul jeu (6-0, 6-1) mais s'incline dans le match suivant contre l'Américaine Jessica Pegula (4-6, 3-6). Elle gagne sa place en demi-finale à la faveur d'une victoire sur la numéro quatre Elena Rybakina qu'elle bat une nouvelle fois cette saison (6-2, 3-6, 6-3) dans un match perturbé par la pluie. Elle est défaite en demi-finale par l'ex numéro une mondiale Iga Świątek (3-6, 2-6). Quelques jours plus tard, la Polonaise remporte le Masters et revient ainsi à la place de numéro une mondiale, laissant la Biélorusse deuxième au classement WTA.

### 2024:2eOpen d'Australie,1ersuccès à l'US Open, titres à Cincinnati, Wuhan, finales à Madrid et Rome ainsi que fin de saison à la1replace mondiale
Tête de série numéro une à Brisbane pour son premier tournoi de l'année, elle ne fait qu'une bouchée de l'Italienne Lucia Bronzetti (6-3, 6-0) et de la Chinoise Zhu Lin (6-1, 6-0), et sort sans perdre de set la Russe Daria Kasatkina qu'elle bat pour la troisième fois de suite (6-1, 6-4). Elle affronte sa compatriote et ancienne numéro une mondiale Victoria Azarenka et la sort (6-2, 6-4) pour jouer la finale du tournoi. Elle retrouve la Kazakhe Elena Rybakina qu'elle avait battue en finale à l'Open d'Australie la saison passée. Son adversaire, numéro quatre mondiale, ne lui laisse que trois jeux, prenant sa revanche du Masters de fin d'année passée (0-6, 3-6).
Elle enchaîne ensuite avec l'Open d'Australie, premier Grand Chelem de l'année où elle est tenante du titre et où elle est considérée comme l'une des favorites pour remporter le tournoi. Elle accomplit des performances remarquables en ne concédant aucun set contre la qualifiée locale Ella Seidel (6-0, 6-1), la très jeune Brenda Fruhvirtová (6-3, 6-2), l'Ukrainienne Lesia Tsurenko auquel elle ne cède aucun jeu (6-0, 6-0), l'Américaine Amanda Anisimova (6-3, 6-2), la Tchèque Barbora Krejčíková, neuvième mondiale (6-2, 6-3), vainqueur de Wimbledon cette saison-là et en battant notamment la numéro trois mondiale et vainqueur du dernier US Open, Coco Gauff en demi-finales (7-62, 6-4) pour accéder à sa troisième finale dans un tournoi de Grand Chelem. Elle conserve son titre en dominant la tête de série n°15, Zheng Qinwen en deux sets (6-3, 6-2), en 1h16 de jeu et remporte le 2e tournoi en Grand Chelem de sa carrière, à 25 ans.  Elle devient la première joueuse, depuis 11 ans, à conserver son titre à l'Open d'Australie, depuis Victoria Azarenka en 2013.
Mi-février, elle revient sur le circuit mais essuie une défaite à Dubaï dès le second tour contre la Croate Donna Vekić (7-6, 3-6, 0-6). Elle confirme ses difficultés à Indian Wells où elle sauve quatre balles de matchs contre la locale Peyton Stearns dès son premier match (6-7, 6-2, 7-6) puis efface l'invitée Emma Raducanu (6-3, 7-5) avant de tomber en huitièmes de finale contre une autre Américaine, Emma Navarro qui remporte sa plus belle victoire en carrière jusqu'alors (3-6, 6-3, 2-6). Dans un contexte difficile avec la mort de son ancien compagnon Konstantin Koltsov, elle décide néanmoins de jouer le tournoi de Miami mi-mars. Après avoir battu l'ancienne numéro deux Paula Badosa (6-4, 6-3), elle s'incline contre l'Ukrainienne Anhelina Kalinina au troisième tour (4-6, 6-1, 1-6).
Tête de série numéro deux, elle passe de nouveau à Stuttgart contre Paula Badosa, profitant d'un abandon de la joueuse Espagnole (7-6, 4-6, 3-3 ab.) puis s'incline en quarts de finale, après un gros duel contre la Tchèque Markéta Vondroušová, vainqueur la saison passée à Wimbledon et ancienne finaliste de Roland Garros (6-3, 3-6, 5-7), passant à deux points du match. Double tenante du titre à Madrid, elle effectue un parcours laborieux, remportant des matchs en trois manches contre la Polonaise Magda Linette (6-4, 4-6, 6-3), l'invitée Américaine Robin Montgomery (6-1, 6-7, 6-4) qui joue pour la première fois de sa carrière un troisième tour en WTA 1000 et Danielle Collins (4-6, 6-4, 6-3) qui reste alors sur deux titres à Miami et Charleston et quinze victoires consécutives. Elle dispose de la très jeune Russe Mirra Andreeva (6-1, 6-4), qui dispute son premier quart de finale en WTA 1000. Arrivée en demi-finale, elle joue contre une de ses rivales, la Kazakh Elena Rybakina, numéro quatre mondiale et malgré le gain de la première manche pour son adversaire, elle renverse la situation (1-6, 7-5, 7-6). Elle affronte en finale la championne Iga Świątek, numéro une mondiale et au terme de son dixième duel contre la Polonaise, vainqueur de trois des quatre derniers Roland Garros, elle s'incline malgré trois balles de match (5-7, 6-4, 6-7) dans un tournoi pour lequel elle n'a jamais passé autant de temps sur les courts.
Elle enchaîne avec le tournoi de Rome au cours duquel elle fait honneur à son statut de numéro deux mondial en écartant la qualifiée Américaine Katie Volynets (4-6, 6-3, 6-2), les Ukrainiennes Dayana Yastremska (6-4, 6-2), demi-finaliste à l'Open d'Australie et Elina Svitolina ancienne double vainqueur du tournoi, en sauvant trois balles de match (4-6, 6-1, 7-6). Elle s'offre une ancienne gagnante de Roland Garros, la Lettone Jeļena Ostapenko (6-2, 6-4) en quarts puis de nouveau Danielle Collins (7-5, 6-2) en demi-finale, ce qui lui permet d'accéder pour la première fois de sa carrière à la finale du tournoi. Affrontant encore la numéro une Iga Świątek, elle s'incline plus nettement qu'à Madrid (2-6, 3-6). Annoncée comme l'une des prétendantes au titre à Roland Garros, derrière la favorite Iga Świątek, elle commence le tournoi par deux victoires écrasantes contre la Russe Erika Andreeva (6-1, 6-2)  et la Japonaise Moyuka Uchijima (6-2, 6-2), qui joue pour la première fois le tournoi. Elle sort au troisième tour pour la troisième fois de la saison Paula Badosa (7-5, 6-1) puis prend sa revanche sur l'Américaine Emma Navarro qui joue son premier huitième de finale en Grand Chelem (6-2, 6-3). Arrivée en quart de finale, elle rencontre la deuxième Andreeva, Mirra qui à seulement 17 ans découvre les quarts de finale en Grand Chelem. Au terme d'un match serré et diminuée par une gastro-entérite, elle voit sa jeune adversaire emporter la plus prestigieuse victoire de sa carrière jusqu'alors (7-6, 4-6, 4-6). Quant à la Biélorusse, c'est sa première défaite en neuf quarts de finale en Majeurs.
Elle abandonne pour la première fois de sa carrière sur le circuit WTA à Berlin, souffrant d'une épaule en quarts de finale contre la Russe Anna Kalinskaya (1-5 ab.) après avoir sorti Daria Kasatkina (6-1, 6-4) pour la septième fois en neuf confrontations. Cette épaule blessée la contraint à renoncer à participer à Wimbledon.

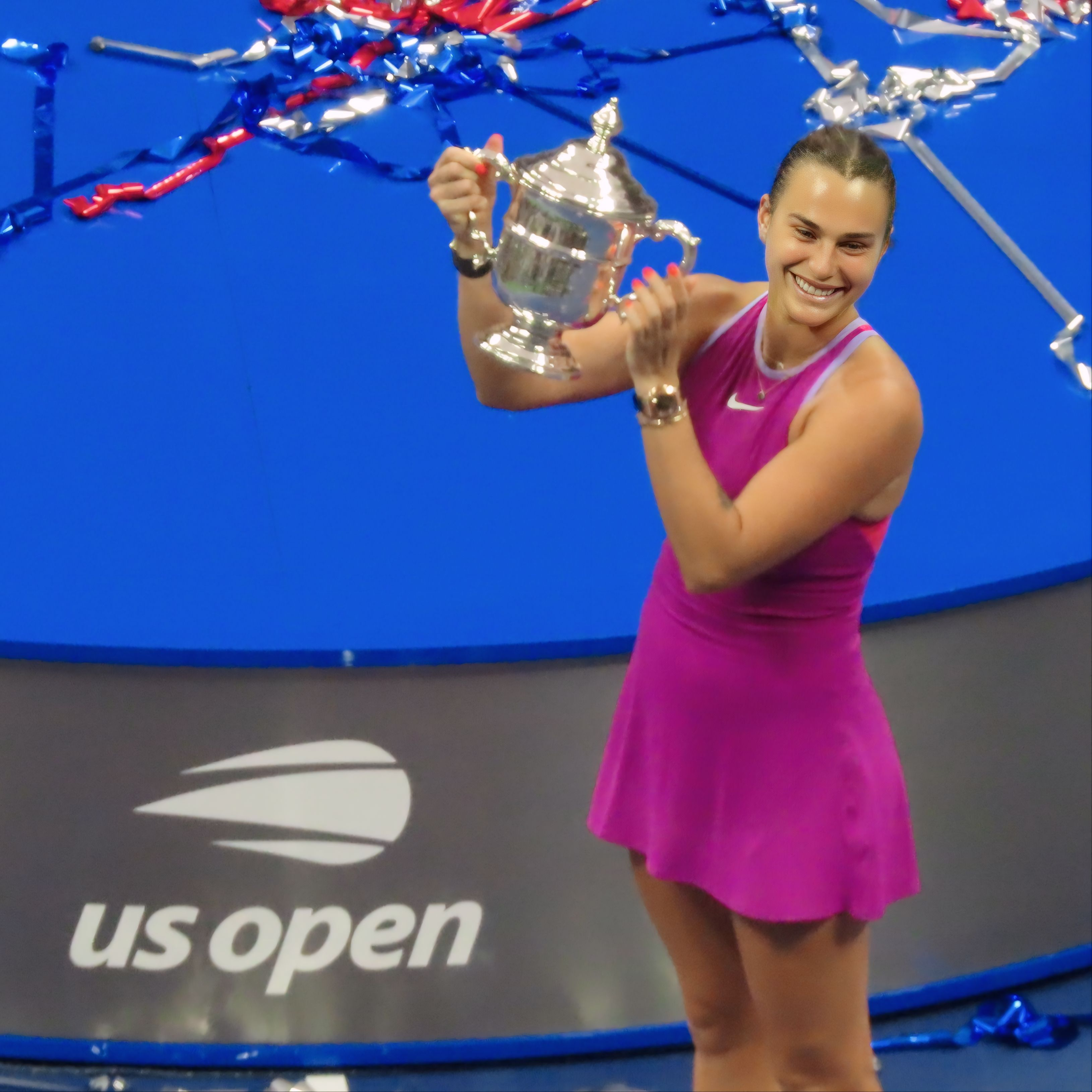
Aryna Sabalenka avec le trophée de l'US Open en 2024.

Elle reprend le circuit fin juillet, écartant difficilement la Russe Kamilla Rakhimova (7-5, 4-6, 6-4) à Washington ainsi que sa compatriote Victoria Azarenka (6-4, 6-4) pour la cinquième fois de sa carrière mais déçoit contre Marie Bouzková (4-6, 6-3, 3-6) en demi-finale. Tête de série numéro deux à l'Open du Canada, elle sort facilement Yuan Yue (6-2, 6-2) et Katie Boulter (6-3, 6-3) mais déçoit contre l'Américaine Amanda Anisimova qui n'avait jamais gagné un quart de finale en WTA 1000 (4-6, 2-6). Elle performe comme à son habitude au tournoi de Cincinnati, sortant l'Italienne Elisabetta Cocciaretto (6-3, 6-4), l'ancienne numéro trois Elina Svitolina (7-5, 6-2) et la Russe Liudmila Samsonova (6-3, 6-2). Elle rencontre la numéro une mondiale et rivale Iga Świątek et remporte sa première victoire sur la Polonaise depuis un an (6-3, 6-3) pour jouer sa première finale au WTA 1000 américain. Elle joue le titre contre Jessica Pegula, sixième mondiale et sur une série de neuf victoires grâce à son titre à l'Open du Canada une semaine avant. Elle domine largement la finale (6-3, 7-5) pour remporter son sixième WTA 1000 et revenir à la deuxième place au classement mondial. Elle reste aux Etats-Unis pour jouer l'US Open fin août et parvient à se débarrasser facilement de la qualifiée Priscilla Hon, qui joue un Majeur pour la première fois depuis quatre ans (6-3, 6-3) et de l'Italienne Lucia Bronzetti (6-3, 6-1). Elle renverse au troisième tour la Russe Ekaterina Alexandrova qui lui fait perdre son seul set du tournoi (2-6, 6-1, 6-2) avant de sortir facilement de nouveau la Belge Elise Mertens (6-2, 6-4), ancienne quart de finaliste. Elle retrouve la Chinoise Zheng Qinwen pour la première fois depuis la finale de l'Open d'Australie, son adversaire étant maintenant médaillée d'or des Jeux Olympiques de Paris 2024. Cela n'empêche pas la Biélorusse de l'emporter aisément de nouveau (6-1, 6-2) pour arriver dans le dernier carré pour la quatrième année consécutive. Elle joue à ce stade la novice Emma Navarro qui a éliminé plus tôt dans le tournoi la tenante du titre Coco Gauff. A l'expérience, elle sort son adversaire (6-3, 7-6) pour rejoindre la finale où elle retrouve une autre Américaine, qui dispute sa première finale de Grand Chelem, Jessica Pegula, numéro six mondiale. Elle enchaîne une douzième victoire consécutive (7-5, 7-5) pour s'adjuger son troisième titre en Majeur, le premier à l'US Open, devenant la première Biélorusse à s'imposer à New York et la plus titrée de son pays en Grand Chelem, dépassant les deux titres en Majeur de son aînée, Victoria Azarenka.
Elle parvient de nouveau en quarts de finale à Pékin début octobre après des succès sur la qualifiée thaïlandaise Mananchaya Sawangkaew (6-4, 6-1), les Américaines Ashlyn Krueger (6-2, 6-2) et Madison Keys (6-4, 6-3) en tant que tête de série numéro une, mais ne parvient pas à briser son plafond de verre en capitale chinoise, butant sur la Tchèque Karolína Muchová (6-7, 6-2, 4-6), demi-finaliste récente à l'US Open, qui met fin à sa série de quinze victoires. Déjà deux fois titrée à Wuhan, elle ajoute un troisième titre en trois participations à ce tournoi en octobre, devenant la joueuse la plus titrée de l'histoire du tournoi chinois. Solide contre la Tchèque Kateřina Siniaková (6-4, 6-4) et Magdalena Fręch (6-2, 6-2) qui joue son premier quart de finale en WTA 1000, elle se montre également renversante face à la Kazakh Yulia Putintseva (1-6, 6-4, 6-0) et contre la jeune Coco Gauff, quatrième mondiale et vainqueur de Pékin quelques semaines plus tôt (1-6, 6-4, 6-4). Opposée à la Chinoise Zheng Qinwen, elle s'impose pour la quatrième fois en autant de confrontations au terme d'un match disputé (6-3, 5-7, 6-3) pour s'offrir un quatrième titre cette saison lui permettant de revenir à moins d'une centaine de points de la numéro une Iga Świątek.
Elle se qualifie aisément pour les demi-finale du Masters de fin d'année pour la troisième saison consécutive en écartant la jeune Zheng Qinwen (6-3, 6-4) une nouvelle fois, ainsi que l'Italienne Jasmine Paolini, finaliste à Roland Garros et Wimbledon (6-3, 7-5). Elle voit sa rivale Iga Świątek ne pas sortir des poules, ce qui confirme sa place de numéro une mondiale à l'issue de sa saison. Sa dernière défaite en poules contre Elena Rybakina (4-6, 6-3, 1-6) n'a aucune importance et elle est confrontée à Coco Gauff, revancharde, qui la sort du tournoi et accède pour la première fois en finale du tournoi des maîtres (6-7, 3-6).

### 2025:20etitre en carrière à Madrid, titres à Miami et Brisbane, demi-finale à Wimbledon, finales à l'Open d'Australie, Indian Wells et Roland-Garros
Finaliste l'année passée, elle parvient à inscrire son nom au palmarès du tournoi de Brisbane en tant que tête de série numéro une en battant sans lâcher de manche la Mexicaine Renata Zarazúa (6-4, 6-0), la Kazakh Yulia Putintseva (7-6, 6-4), la Tchèque Marie Bouzková (6-3, 6-4) et la très jeune Mirra Andreeva (6-3, 6-2). Elle affronte la surprise du tournoi Polina Kudermetova, qui dispute sa première finale sur le circuit en simple et qui étonne les observateurs en s'octroyant le premier set. La numéro une mondiale réussit néanmoins à renverser le cours du jeu (4-6, 6-3, 6-2) pour remporter un dix-huitième titre en carrière, le premier de la saison. Elle attaque l'Open d'Australie en position de favorite, et s'impose en deux manches sur ses premiers tours contre l'ancienne numéro trois mondiale Sloane Stephens contre qui elle n'a jamais perdu (6-3, 6-2), face à l'Espagnole Jéssica Bouzas Maneiro qui dispute pour la première fois le tableau final (6-3, 7-5) et contre la Danoise Clara Tauson, vainqueur quelques jours avant à Auckland (7-6, 6-4). Elle retrouve Mirra Andreeva qu'elle balaie en huitièmes de finale (6-1, 6-2) et s'impose en quarts contre une autre Russe, Anastasia Pavlyuchenkova qui joue pour la quatrième fois de sa carrière à ce stade à l'Open d'Australie, dans un duel plus accroché et des conditions venteuses (6-2, 2-6, 6-3). Elle rencontre dans le dernier carré l'Espagnole Paula Badosa, ancienne numéro deux mondiale qui atteint ce niveau en Majeur pour la première fois de sa carrière. Assumant son statut, elle s'en sort en deux manches (6-4, 6-2), pour jouer une troisième finale de suite à Melbourne et une cinquième en Grand Chelem, rejoignant sa compatriote Victoria Azarenka au nombre de finales disputées en carrière. Favorite contre l'Américaine Madison Keys, titrée récemment à Adelaïde et qui dispute sa deuxième finale en Majeur, la première depuis sept ans (à l'US Open 2017), elle a du mal à rentrer dans le match et perd finalement la rencontre (3-6, 6-2, 5-7), laissant son adversaire remporter son premier titre en Grand Chelem.
Comme l'année passée, elle s'incline d'entrée à Doha, surprise par la Russe Ekaterina Alexandrova, titrée quelques jours avant à Linz (6-3, 3-6, 6-7). Elle remporte un match à Dubaï contre l'ancienne Top 10 Veronika Kudermetova (6-3, 6-4) mais se fait de nouveau surprendre par une joueuse hors du Top 10, la Danoise Clara Tauson (3-6, 2-6) qui bat seulement sa deuxième Top 10 en carrière et qui parvient grâce à cette victoire pour la première fois en quarts de finale en WTA 1000. Elle rebondit en mars à Indian Wells, remportant une première victoire contre la locale McCartney Kessler (7-6, 6-3), finaliste à Dallas avant de dérouler face à l'Italienne Lucia Bronzetti (6-1, 6-2), la repêchée Britannique Sonay Kartal (6-1, 6-2) qui joue son premier WTA 1000 en carrière ainsi que la Russe Liudmila Samsonova (6-2, 6-3) qui réussit son meilleur résultat en carrière ici. Elle retrouve en demi-finale Madison Keys et se venge de sa finale perdue en Australie, de manière éclatante, ne laissant qu'un seul jeu à l'Américaine (0-6, 1-6) pour atteindre pour la seconde fois de sa carrière la finale du tournoi. Elle est opposée pour le titre à Mirra Andreeva qui a éliminé la numéro deux Iga Świątek au tour précédent et qui a remporté un mois plus tôt son premier WTA 1000 à Dubaï. Après avoir dominé le premier set, elle se fait renverser par la Russe (6-2, 4-6, 3-6), qui décroche son deuxième WTA 1000 en deux mois à 17 ans.
Elle passe sans encombre à Miami contre la Bulgare Viktoriya Tomova (6-3, 6-0), face à la Roumaine qualifiée Elena-Gabriela Ruse qui abandonne (1-6 ab.) après une manche et contre la tenante du titre Danielle Collins (6-4, 6-4). Elle sort pour la sixième fois en autant de confrontations la neuvième mondiale Zheng Qinwen en quarts (6-2, 7-5) et rallier pour la première fois de sa carrière le dernier carré en Floride. Elle s'adjuge finalement le titre, son huitième dans la catégorie après deux nouvelles victoires sans céder un seul set du tournoi, contre Jasmine Paolini (6-2, 6-2) et Jessica Pegula qu'elle retrouve pour la première fois depuis la finale de l'US Open (7-5, 6-2) dans des conditions venteuses, ses deux adversaires étant respectivement septième et quatrième joueuses mondiales.
Elle débute sur ocre comme à son habitude à Stuttgart où elle commence tardivement le tournoi, profitant d'un forfait d'Anastasia Potapova dès son entrée en lice. Elle sort ensuite la Belge Elise Mertens (6-4, 6-1) et une nouvelle fois l'Italienne Jasmine Paolini, finaliste à Roland l'année passée (7-5, 6-4) pour jouer sa quatrième finale, soit autant que Lindsay Davenport, Justine Henin et Martina Hingis. Elle affronte en finale la tombeuse d'Iga Świątek, la Lettone Jeļena Ostapenko, ancienne vainqueur du Grand Chelem parisien et ne peut rien contre les coups de son adversaire (4-6, 1-6) qui la vainc pour la première fois en quatre confrontations. Elle confirme ses bonnes impressions à Madrid, sortant la qualifiée Russe Anna Blinkova (6-3, 6-4) et renversant le cours du match contre Elise Mertens (3-6, 6-2, 6-1). Ce sera le seul set perdu pour elle durant le tournoi, la Biélorusse prenant l'avantage sur l'Américaine Peyton Stearns (6-2, 6-4) et contre les deux Ukrainiennes, Marta Kostyuk en deux tie-breaks en quarts et Elina Svitolina, qui reste sur une série de neuf victoires consécutives et vainqueur à Rouen (6-3, 7-5) en demi-finale. Elle égale ainsi le record de finales disputées dans le tournoi espagnole, ralliant sa quatrième finale à égalité avec la Roumaine Simona Halep. Elle joue sa sixième finale de la saison contre la jeune Coco Gauff, numéro quatre mondiale et ancienne finaliste de Roland Garros. Elle profite d'un passage à vide de son adversaire dans le premier set (dix-sept points remportés consécutivement) et parvient à sauver une belle de deuxième set en faveur de l'Américaine pour enlever son troisième titre (6-3, 7-6) dans le tournoi madrilène, devenant la joueuse la plus titrée ici. Elle s'envole pour la capitale italienne et glane trois nouvelles victoires contre la Russe Anastasia Potapova (6-2, 6-2), l'ancienne numéro quatre Sofia Kenin, ancienne finaliste de Roland Garros (3-6, 6-3, 6-3) et de nouveau Marta Kostyuk (6-1, 7-6). Elle voit la Chinoise Zheng Qinwen la priver d'une dixième victoire consécutive (4-6, 3-6) en quarts de finale et remporter son premier match contre elle, en sept confrontations.
Le 25 mai 2025, elle signe son entrée en lice à Roland-Garros par une victoire expéditive contre la Russe Kamilla Rakhimova (6-1, 6-0),. Lors du deuxième tour, elle rencontre la Suisse Jil Teichmann et se qualifie facilement pour la suite du tournoi (6-3, 6-1),. Elle est ensuite opposée à la Serbe Olga Danilović au troisième tour et s'impose contre son adversaire (6-2, 6-3),. Lors des huitièmes de finale, elle rencontre l'Américaine Amanda Anisimova (7-5, 6-3), puis la Chinoise Zheng Qinwen lors des quarts de finale (7-6, 6-3),. Elle affronte ensuite la Polonaise Iga Świątek lors des demi-finales et fait chuter la triple tenante du titre (7-6, 4-6, 6-0),. En finale, elle s'incline contre l'Américaine Coco Gauff après une bataille de 2 h 40 (6-7, 6-2, 6-4),.
Elle joue une semaine plus tard à Berlin et sort la qualifiée Rebeka Masarova (6-2, 7-6) puis la Kazakhstanaise Elena Rybakina en sauvant pas moins de quatre balles de match (7-6, 3-6, 7-6). En demi-finale, elle cède en deux manches contre une autre ancienne vainqueur de Wimbledon, la Tchèque Markéta Vondroušová, sur le retour (2-6, 4-6).Elle débute le Majeur londonien par trois victoires sans perdre un seul set contre la qualifiée Carson Branstine (6-1, 7-5), la Tchèque Marie Bouzková (7-6, 6-4), ancienne quart de finaliste et la locale Emma Raducanu, ancienne vainqueur de l'US Open, sur le score inverse (6-4, 7-6). Elle bat en huitièmes de finale pour la troisième fois de l'année Elise Mertens (6-4, 7-6) et joue en quart la surprise Laura Siegemund. La vétérane Allemande de 37 ans lui pose des difficultés et la Biélorusse renverse le match (4-6, 6-2, 6-4) pour accéder à sa troisième demi-finale ici. Confrontée à l'Américaine Amanda Anisimova, cette dernière prend sa revanche de Roland Garros (4-6, 6-4, 4-6) pour accéder à sa première finale en carrière en Grand Chelem.
Elle réapparaît sur le circuit à Cincinnati où elle défend son titre de la saison passée et prend sa revanche sur Markéta Vondroušová (7-5, 6-1) puis sort de nouveau difficilement Emma Raducanu (7-6, 4-6, 7-6) avant de prendre le dessus sur l'Espagnole Jéssica Bouzas Maneiro (6-1, 7-5). Pour son douzième duel en quart de finale contre la Kazakhstanaise Elena Rybakina, elle est contrainte à la défaite (1-6, 4-6).

## Caractéristiques

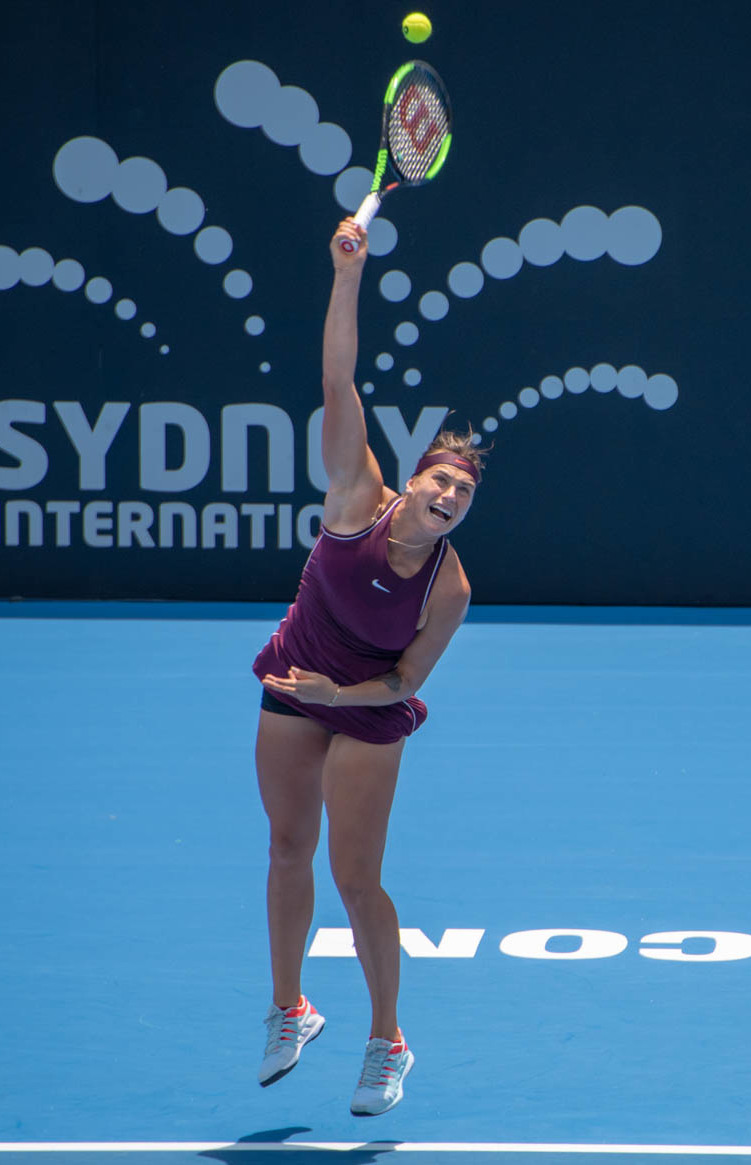
Sabalenka au service.

Sabalenka a un jeu en fond de court agressif. Elle a un service puissant et son jeu est construit autour des coups gagnants du fond de court. Elle déclare à ce titre : « J'espère que tous mes coups peuvent être forts, mais mon service, je pense, est le meilleur ». Ses coups de fond sont souvent frappés très à plat. L'ancienne joueuse professionnelle Mary Carillo a loué la puissance de son style de jeu avec son attitude féroce, décrivant son jeu comme « un tennis de grande fille ».
Bien que Sabalenka ait la capacité de frapper beaucoup de coups gagnants, ils sont souvent accompagnés de beaucoup d'erreurs directes. Dans sa première victoire dans le top dix en carrière contre Karolína Plíšková, elle a frappé 40 coups gagnants pour 39 fautes directes. Sa deuxième victoire dans le top dix en carrière contre Caroline Wozniacki était similaire, avec 64 coups gagnants pour 54 erreurs directes. Son entraîneur Dmitri Toursounov attribue son amélioration à l'été 2018 au développement d'une meilleure sélection de coups. Il dit que « Le principal est qu'elle a cessé d'essayer [de] frapper un coup gagnant à chaque coup de raquette ». Elle commente à ce titre que « Cette année [en 2017] j'ai joué pour la première fois sur des courts en gazon [à Wimbledon]. Et j'ai vraiment aimé. J'ai apprécié mon jeu sur les courts en gazon, la sensation de gazon, c'est agréable. Je pense que mon jeu est adapté à l'herbe et aux courts en dur ». Sur terre battue, elle participe aux finales en simple et en double à Lugano en 2018.
Sabalenka accompagne fréquemment ses coups de grognements bruyants. Elle déclare qu'« honnêtement, je ne m'entends même pas quand je joue ». Cependant, elle exprime son espoir que ses grognements ne dérangent pas ses adversaires. À l'Open d'Australie, la foule locale s'est moquée de cette habitude, lors d'un match contre l'Australienne Ashleigh Barty.
Durant les premières années de sa carrière, Sabalenka est une joueuse dont le mental est considéré comme son point faible. Elle est ainsi régulièrement éliminée précocement dans les tournois du Grand Chelem alors qu'elle remporte des titres WTA dans différentes catégories. Après avoir travaillé sur un plan psychologique, elle obtient ses deux premières demi-finales en Grand Chelem en 2021 et se montre la joueuse la plus régulière à ce stade entre Wimbledon 2021 et l'Open d'Australie 2024,.

## Palmarès

### Titres en simple dames
| No | Date       | Nom et lieu du tournoi                   | Catégorie    | Dotation     | Surface      | Finaliste            | Score          |          |
| -- | ---------- | ---------------------------------------- | ------------ | ------------ | ------------ | -------------------- | -------------- | -------- |
| 1  | 19-08-2018 | Connecticut Open, New Haven              | Premier      | 799 000 $    | Dur (ext.)   | Carla Suárez Navarro | 6-1, 6-4       | Parcours |
| 2  | 23-09-2018 | Wuhan Open, Wuhan                        | Premier 5    | 2 746 000 $  | Dur (ext.)   | Anett Kontaveit      | 6-3, 6-3       | Parcours |
| 3  | 31-12-2018 | Shenzhen Open, Shenzhen                  | Intern'l     | 750 000 $    | Dur (ext.)   | Alison Riske         | 4-6, 7-62, 6-3 | Parcours |
| 4  | 22-09-2019 | Dongfeng Motor Open, Wuhan               | Premier 5    | 2 527 250 $  | Dur (ext.)   | Alison Riske         | 6-3, 3-6, 6-1  | Parcours |
| 5  | 22-10-2019 | WTA Elite Trophy, Zhuhai                 | Elite Trophy | 2 419 844 $  | Dur (int.)   | Kiki Bertens         | 6-4, 6-2       | Parcours |
| 6  | 23-02-2020 | Qatar Total Open, Doha                   | Premier 5    | 2 939 695 $  | Dur (ext.)   | Petra Kvitová        | 6-3, 6-3       | Parcours |
| 7  | 19-10-2020 | Ostrava Open, Ostrava                    | Premier      | 528 500 $    | Dur (int.)   | Victoria Azarenka    | 6-2, 6-2       | Parcours |
| 8  | 09-11-2020 | Upper Austria Ladies, Linz               | Intern'l     | 225 500 $    | Dur (int.)   | Elise Mertens        | 7-5, 6-2       | Parcours |
| 9  | 06-01-2021 | Abu Dhabi Women's Open, Abou Dabi        | WTA 500      | 565 530 $    | Dur (ext.)   | Veronika Kudermetova | 6-2, 6-2       | Parcours |
| 10 | 29-04-2021 | Mutua Madrid Open, Madrid                | WTA 1000     | 6 536 160 $  | Terre (ext.) | Ashleigh Barty       | 6-0, 3-6, 6-4  | Parcours |
| 11 | 01-01-2023 | Adélaïde International 1, Adélaïde       | WTA 500      | 826 837 $    | Dur (ext.)   | Linda Nosková        | 6-3, 7-64      | Parcours |
| 12 | 16-01-2023 | Australian Open, Melbourne               | G. Chelem    | 76 500 000 $ | Dur (ext.)   | Elena Rybakina       | 4-6, 6-3, 6-4  | Parcours |
| 13 | 25-04-2023 | Mutua Madrid Open, Madrid                | WTA 1000     | 7 652 174 $  | Terre (ext.) | Iga Świątek          | 6-3, 3-6, 6-3  | Parcours |
| 14 | 14-01-2024 | Australian Open, Melbourne               | G. Chelem    | 86 500 000 $ | Dur (ext.)   | Zheng Qinwen         | 6-3, 6-2       | Parcours |
| 15 | 13-08-2024 | Cincinnati Open, Cincinnati              | WTA 1000     | 3 211 715 $  | Dur (ext.)   | Jessica Pegula       | 6-3, 7-5       | Parcours |
| 16 | 26-08-2024 | US Open, Flushing Meadows                | G. Chelem    | NC           | Dur (ext.)   | Jessica Pegula       | 7-5, 7-5       | Parcours |
| 17 | 07-10-2024 | Wuhan Open, Wuhan                        | WTA 1000     | 3 221 715 $  | Dur (ext.)   | Zheng Qinwen         | 6-3, 5-7, 6-3  | Parcours |
| 18 | 29-12-2024 | Brisbane International by Evie, Brisbane | WTA 500      | 1 520 600 $  | Dur (ext.)   | Polina Kudermetova   | 4-6, 6-3, 6-2  | Parcours |
| 19 | 18-03-2025 | Miami Open presented by Itaú, Miami      | WTA 1000     | 8 963 700 $  | Dur (ext.)   | Jessica Pegula       | 7-5, 6-2       | Parcours |
| 20 | 22-04-2025 | Mutua Madrid Open, Madrid                | WTA 1000     | 7 854 000 $  | Terre (ext.) | Coco Gauff           | 6-3, 7-63      | Parcours |

### Finales en simple dames
| No | Date       | Nom et lieu du tournoi                   | Catégorie | Dotation     | Surface      | Vainqueure            | Score          |          |
| -- | ---------- | ---------------------------------------- | --------- | ------------ | ------------ | --------------------- | -------------- | -------- |
| 1  | 09-10-2017 | Tianjin Open, Tianjin                    | Intern'l  | 500 000 $    | Dur (ext.)   | Maria Sharapova       | 7-5, 7-68      | Parcours |
| 2  | 09-04-2018 | Samsung Open, Lugano                     | Intern'l  | 250 000 $    | Terre (ext.) | Elise Mertens         | 7-5, 6-2       | Parcours |
| 3  | 24-06-2018 | Nature Valley International, Eastbourne  | Premier   | 852 564 $    | Gazon (ext.) | Caroline Wozniacki    | 7-5, 7-65      | Parcours |
| 4  | 29-07-2019 | Silicon Valley Classic, San José         | Premier   | 811 081 $    | Dur (ext.)   | Zheng Saisai          | 6-3, 7-63      | Parcours |
| 5  | 19-04-2021 | Porsche Tennis Grand Prix, Stuttgart     | WTA 500   | 565 530 $    | Terre (int.) | Ashleigh Barty        | 3-6, 6-0, 6-3  | Parcours |
| 6  | 18-04-2022 | Porsche Tennis Grand Prix, Stuttgart     | WTA 500   | 611 210 €    | Terre (int.) | Iga Świątek           | 6-2, 6-2       | Parcours |
| 7  | 06-06-2022 | Libéma Open, Bois-le-Duc                 | WTA 250   | 203 024 €    | Gazon (ext.) | Ekaterina Alexandrova | 7-5, 6-0       | Parcours |
| 8  | 31-10-2022 | WTA Finals Fort Worth, Fort Worth        | Masters   | 5 000 000 $  | Dur (int.)   | Caroline Garcia       | 7-64, 6-4      | Parcours |
| 9  | 08-03-2023 | BNP Paribas Open, Indian Wells           | WTA 1000  | 8 800 000 $  | Dur (ext.)   | Elena Rybakina        | 7-611, 6-4     | Parcours |
| 10 | 17-04-2023 | Porsche Tennis Grand Prix, Stuttgart     | WTA 500   | 780 637 $    | Terre (int.) | Iga Świątek           | 6-3, 6-4       | Parcours |
| 11 | 28-08-2023 | US Open, Flushing Meadows                | G. Chelem | 29 488 400 $ | Dur (ext.)   | Coco Gauff            | 2-6, 6-3, 6-2  | Parcours |
| 12 | 01-01-2024 | Brisbane International by Evie, Brisbane | WTA 500   | 1 736 763 $  | Dur (ext.)   | Elena Rybakina        | 6-0, 6-3       | Parcours |
| 13 | 23-04-2024 | Mutua Madrid Open, Madrid                | WTA 1000  | 7 877 020 $  | Terre (ext.) | Iga Świątek           | 7-5, 4-6, 7-67 | Parcours |
| 14 | 07-05-2024 | Internazionali d'Italia, Rome            | WTA 1000  | 5 509 771 $  | Terre (ext.) | Iga Świątek           | 6-2, 6-3       | Parcours |
| 15 | 12-01-2025 | Australian Open, Melbourne               | G. Chelem | NC           | Dur (ext.)   | Madison Keys          | 6-3, 2-6, 7-5  | Parcours |
| 16 | 05-03-2025 | BNP Paribas Open, Indian Wells           | WTA 1000  | 8 963 700 $  | Dur (ext.)   | Mirra Andreeva        | 2-6, 6-4, 6-3  | Parcours |
| 17 | 14-04-2025 | Porsche Tennis Grand Prix, Stuttgart     | WTA 500   | 1 064 510 $  | Terre (int.) | Jeļena Ostapenko      | 6-4, 6-1       | Parcours |
| 18 | 25-05-2025 | Roland-Garros, Paris                     | G. Chelem | 56 352 000 € | Terre (ext.) | Coco Gauff            | 65-7, 6-2, 6-4 | Parcours |

### Titres en double dames
| No | Date       | Nom et lieu du tournoi        | Catégorie | Dotation     | Surface      | Partenaire        | Finalistes                            | Score            |          |
| -- | ---------- | ----------------------------- | --------- | ------------ | ------------ | ----------------- | ------------------------------------- | ---------------- | -------- |
| 1  | 06-03-2019 | BNP Paribas Open Indian Wells | PREMIER*  | 8 359 455 $  | Dur (ext.)   | Elise Mertens     | Barbora Krejčíková Kateřina Siniaková | 6-3, 6-2         | Parcours |
| 2  | 19-03-2019 | Miami Open Miami              | PREMIER*  | 8 359 455 $  | Dur (ext.)   | Elise Mertens     | Samantha Stosur Zhang Shuai           | 7-65, 6-2        | Parcours |
| 3  | 26-08-2019 | US Open Flushing Meadows      | G. Chelem | 21 656 000 $ | Dur (ext.)   | Elise Mertens     | Ashleigh Barty Victoria Azarenka      | 7-5, 7-5         | Parcours |
| 4  | 19-10-2020 | Ostrava Open Ostrava          | Premier   | 528 500 $    | Dur (int.)   | Elise Mertens     | Gabriela Dabrowski Luisa Stefani      | 6-1, 6-3         | Tableau  |
| 5  | 08-02-2021 | Australian Open Melbourne     | G. Chelem | 22 689 778 $ | Dur (ext.)   | Elise Mertens     | Barbora Krejčíková Kateřina Siniaková | 6-2, 6-3         | Parcours |
| 6  | 14-06-2021 | Bett1 Open Berlin             | WTA 500   | 456 073 $    | Gazon (ext.) | Victoria Azarenka | Nicole Melichar Demi Schuurs          | 4-6, 7-5, [10-4] | Parcours |

### Finales en double dames
| No | Date       | Nom et lieu du tournoi    | Catégorie | Dotation    | Surface      | Vainqueures                         | Partenaire    | Score     |          |
| -- | ---------- | ------------------------- | --------- | ----------- | ------------ | ----------------------------------- | ------------- | --------- | -------- |
| 1  | 09-04-2018 | Samsung Open Lugano       | Intern'l  | 250 000 $   | Terre (ext.) | Kirsten Flipkens Elise Mertens      | Vera Lapko    | 6-1, 6-3  | Parcours |
| 2  | 22-09-2019 | Dongfeng Motor Open Wuhan | Premier 5 | 2 527 250 $ | Dur (ext.)   | Duan Ying-Ying Veronika Kudermetova | Elise Mertens | 7-63, 6-2 | Parcours |

### Titre en simple en WTA 125
| No | Date       | Nom et lieu du tournoi  | Catégorie | Dotation  | Surface    | Finaliste        | Score    |          |
| -- | ---------- | ----------------------- | --------- | --------- | ---------- | ---------------- | -------- | -------- |
| 1  | 20-11-2017 | L&T Mumbai Open, Bombay | WTA 125   | 125 000 $ | Dur (ext.) | Dalila Jakupović | 6-2, 6-3 | Parcours |

### Titre en double en WTA 125
| No | Date       | Nom et lieu du tournoi | Catégorie | Dotation  | Surface         | Partenaire           | Finalistes                    | Score             |          |
| -- | ---------- | ---------------------- | --------- | --------- | --------------- | -------------------- | ----------------------------- | ----------------- | -------- |
| 1  | 13-11-2017 | Taipei Open Taipei     | WTA 125   | 125 000 $ | Moquette (int.) | Veronika Kudermetova | Monique Adamczak Naomi Broady | 2-6, 7-65, [10-6] | Parcours |

## Parcours en Grand Chelem

### Victoires (3)
| Année | Tournoi              | Adversaire en finale | Score         |
| 2023  | Open d'Australie     | Elena Rybakina       | 4-6, 6-3, 6-4 |
| 2024  | Open d'Australie (2) | Zheng Qinwen         | 6-3, 6-2      |
| 2024  | US Open              | Jessica Pegula       | 7-5, 7-5      |

### Finales (3)
| Année | Tournoi          | Adversaire en finale | Score          |
| 2023  | US Open          | Coco Gauff           | 6-2, 3-6, 2-6  |
| 2025  | Open d'Australie | Madison Keys         | 3-6, 6-2, 5-7  |
| 2025  | Roland-Garros    | Coco Gauff           | 7-65, 2-6, 4-6 |

### En simple dames
| Année | Open d'Australie | Open d'Australie  | Internationaux de France | Internationaux de France | Wimbledon       | Wimbledon            | US Open        | US Open           |
| ----- | ---------------- | ----------------- | ------------------------ | ------------------------ | --------------- | -------------------- | -------------- | ----------------- |
| 2016  | —                | —                 | —                        | —                        | —               | —                    | Q2             | Mandy Minella     |
| 2017  | Q2               | Liu Fangzhou      | Q1                       | İpek Soylu               | 2e tour (1/32)  | Carina Witthöft      | Q1             | Camilla Rosatello |
| 2018  | 1er tour (1/64)  | Ashleigh Barty    | 1er tour (1/64)          | Kiki Bertens             | 1er tour (1/64) | Mihaela Buzărnescu   | 1/8 de finale  | Naomi Osaka       |
| 2019  | 3e tour (1/16)   | Amanda Anisimova  | 2e tour (1/32)           | Amanda Anisimova         | 1er tour (1/64) | Magdaléna Rybáriková | 2e tour (1/32) | Yulia Putintseva  |
| 2020  | 1er tour (1/64)  | C. Suárez Navarro | 3e tour (1/16)           | Ons Jabeur               | Annulé          | Annulé               | 2e tour (1/32) | Victoria Azarenka |
| 2021  | 1/8 de finale    | Serena Williams   | 3e tour (1/16)           | A. Pavlyuchenkova        | 1/2 finale      | Karolína Plíšková    | 1/2 finale     | Leylah Fernandez  |
| 2022  | 1/8 de finale    | Kaia Kanepi       | 3e tour (1/16)           | Camila Giorgi            | —               | —                    | 1/2 finale     | Iga Świątek       |
| 2023  | Victoire         | Elena Rybakina    | 1/2 finale               | Karolína Muchová         | 1/2 finale      | Ons Jabeur           | Finale         | Coco Gauff        |
| 2024  | Victoire         | Zheng Qinwen      | 1/4 de finale            | Mirra Andreeva           | —               | —                    | Victoire       | Jessica Pegula    |
| 2025  | Finale           | Madison Keys      | Finale                   | Coco Gauff               | 1/2 finale      | Amanda Anisimova     |                |                   |

N.B. : à droite du résultat se trouve le nom de l'ultime adversaire.

### En double dames
| Année | Open d'Australie                                                                     | Open d'Australie                                                                 | Internationaux de France                                                         | Internationaux de France                                                              | Wimbledon                                                                           | Wimbledon | US Open | US Open |
| ----- | ------------------------------------------------------------------------------------ | -------------------------------------------------------------------------------- | -------------------------------------------------------------------------------- | ------------------------------------------------------------------------------------- | ----------------------------------------------------------------------------------- | --------- | ------- | ------- |
| 2018  | 1er tour (1/32) V. Kudermetova \|\| style="text-align:left;" \| S. Cîrstea B. Haddad | —                                                                                | —                                                                                | 2e tour (1/16) V. Kudermetova \|\| style="text-align:left;" \| L. Hradecká Hsieh S-w. | 1/8 de finale Hsieh S-w. \|\| style="text-align:left;" \| E. Mertens D. Schuurs     |           |         |         |
| 2019  | 1/8 de finale E. Mertens \|\| style="text-align:left;" \| B. Krejčíková K. Siniaková | 1/2 finale E. Mertens \|\| style="text-align:left;" \| Tímea Babos K. Mladenovic | 1/4 de finale E. Mertens \|\| style="text-align:left;" \| Hsieh S-w. B. Strýcová | Victoire E. Mertens                                                                   | V. Azarenka A. Barty                                                                |           |         |         |
| 2020  | 1/4 de finale E. Mertens \|\| style="text-align:left;" \| Chan H-c. L. Chan          | 2e tour (1/16) E. Mertens \|\| style="text-align:left;" \| A. Muhammad J. Pegula | Annulé                                                                           | Annulé                                                                                | 1/4 de finale E. Mertens \|\| style="text-align:left;" \| L. Siegemund V. Zvonareva |           |         |         |
| 2021  | Victoire E. Mertens                                                                  | B. Krejčíková K. Siniaková                                                       | —                                                                                | —                                                                                     | —                                                                                   | —         | —       | —       |

N.B. : le nom de la partenaire se trouve sous le résultat ; les noms des ultimes adversaires se trouvent à droite.

### En double mixte
| Année | Open d'Australie | Open d'Australie | Internationaux de France | Internationaux de France | Wimbledon                                                                        | Wimbledon | US Open | US Open |
| ----- | ---------------- | ---------------- | ------------------------ | ------------------------ | -------------------------------------------------------------------------------- | --------- | ------- | ------- |
| 2019  | —                | —                | —                        | —                        | 2e tour (1/16) R. Bopanna \|\| style="text-align:left;" \| L. Siegemund A. Sitak | —         | —       |         |

N.B. : le nom du partenaire se trouve sous le résultat ; les noms des ultimes adversaires se trouvent à droite.

## Parcours en «Premier» et WTA 1000
Les tournois WTA « Premier Mandatory » et « Premier 5 » (entre 2009 et 2020) et WTA 1000 (à partir de 2021) constituent les catégories d'épreuves les plus prestigieuses, après les quatre levées du Grand Chelem. 

De 2009 à 2023, les tournois Premier Mandatory (dits tournois WTA 1000 obligatoires entre 2021 et 2023) regroupent Indian Wells, Miami, Madrid et Pékin, les autres constituant les tournois Premier 5 (tournois WTA 1000 non-obligatoires). À partir de 2024, le nombre de tournois WTA 1000 passe à 10 par saison (fin de l’alternance Doha / Dubaï), ces derniers devenant tous obligatoires et offrant tous 1000 points à la vainqueure (contre 900 points précédemment pour les tournois Premier 5).

### En simple dames
| Année |       |                               |                               |                               |                               |                               |                            |                                   |                           |                             |  |                             |
| Doha  | Dubaï | Indian Wells                  | Miami                         | Madrid                        | Rome                          | Canada                        | Cincinnati                 | Pékin                             |                           | Wuhan                       |  |                             |
| Doha  | Dubaï | Indian Wells                  | Miami                         | Madrid                        | Rome                          | Canada                        | Cincinnati                 | Pékin                             | Guadalajara               |                             |  |                             |
| Doha  | Dubaï | Indian Wells                  | Miami                         | Madrid                        | Rome                          | Canada                        | Cincinnati                 | Pékin                             |                           |                             |  |                             |
| 2017  |       | WTA 500                       | 1er tour (1/32) K. Bondarenko |                               |                               |                               |                            |                                   |                           |                             |  |                             |
| 2018  |       |                               | WTA 500                       | 3e tour (1/16) M. Vondroušová | 2e tour (1/32) P. Kvitová     | 1er tour (1/32) B. Pera       | 1er tour (1/32) Hsieh S-w. | 3e tour (1/8) E. Mertens          | 1/2 finale S. Halep       | 1/4 de finale Wang Q.       |  | Victoire A. Kontaveit       |
| 2019  |       | WTA 500                       | 3e tour (1/8) B. Bencic       | 4e tour (1/8) A. Kerber       | 2e tour (1/32) A. Tomljanović | 1er tour (1/32) S. Kuznetsova | 1er tour (1/32) A. Cornet  | 1er tour (1/32) A. Pavlyuchenkova | 3e tour (1/8) M. Sákkari  | 2e tour (1/16) D. Kasatkina |  | Victoire A. Riske           |
| 2020  |       | Victoire P. Kvitová           | WTA 500                       | Annulé                        | Annulé                        | Annulé                        |                            | Annulé                            | 3e tour (1/8) J. Pegula   | Annulé                      |  | Annulé                      |
| 2021  |       | WTA 500                       | 1/4 de finale G. Muguruza     |                               | 1/4 de finale A. Barty        | Victoire A. Barty             | 3e tour (1/8) C. Gauff     | 1/2 finale Ka. Plíšková           | 2e tour (1/16) P. Badosa  | Annulé                      |  | Annulé                      |
| 2022  |       | 1/4 de finale I. Świątek      | WTA 500                       | 2e tour (1/32) J. Paolini     | 2e tour (1/32) I.C. Begu      | 1er tour (1/32) A. Anisimova  | 1/2 finale I. Świątek      | 3e tour (1/8) C. Gauff            | 1/2 finale C. Garcia      | Hors calendrier             |  | 2e tour (1/16) L. Samsonova |
| 2023  |       | WTA 500                       | 1/4 de finale B. Krejčíková   | Finale E. Rybakina            | 1/4 de finale S. Cîrstea      | Victoire I. Świątek           | 2e tour (1/16) S. Kenin    | 3e tour (1/8) L. Samsonova        | 1/2 finale K. Muchová     | 1/4 de finale E. Rybakina   |  |                             |
| 2024  |       |                               | 2e tour (1/16) D. Vekić       | 4e tour (1/8) E. Navarro      | 3e tour (1/16) A. Kalinina    | Finale I. Świątek             | Finale I. Świątek          | 1/4 de finale A. Anisimova        | Victoire J. Pegula        | 1/4 de finale K. Muchová    |  | Victoire Zheng Q.           |
| 2025  |       | 2e tour (1/16) E. Alexandrova | 3e tour (1/8) C. Tauson       | Finale M. Andreeva            | Victoire J. Pegula            | Victoire C. Gauff             | 1/4 de finale Zheng Q.     |                                   | 1/4 de finale E. Rybakina |                             |  |                             |

Sous le résultat, l’ultime adversaire.
1. 1 2   Les tournois de Doha et Dubaï alternent le statut de tournoi WTA 1000 (ex Premier 5) entre 2009 et 2023 : les trois premières éditions ont lieu à Dubaï, les trois suivantes à Doha, puis Dubaï accueille le tournoi de cette catégorie les années impaires et Dubaï les années paires. De 2011 à 2023, la ville qui n’accueille pas de WTA 1000 organise à la place un tournoi WTA 500 (ex Premier).
2. 1 2 3 4 5 6 7   L’ordre de déroulement des tournois a évolué depuis 2009 : Rome se dispute avant Madrid et Cincinnati avant Montréal/Toronto jusqu’en 2010, tandis que Tokyo (2009-2013)-Wuhan (2014-2019, 2024-)-Guadalajara (2022-2023) ont lieu avant Pékin jusqu’en 2023.
3. 1 2 3 4 5 6 7 8  Du fait de la pandémie de Covid-19, les tournois d’Indian Wells, de Miami, de Madrid, du Canada, de Wuhan et de Pékin sont annulés en 2020. Ces deux derniers le sont également en 2021. Pour des raisons d’organisation, le tournoi de Cincinnati 2020 a exceptionnellement lieu à Flushing Meadows à New York.
4. ↑  Le 1er décembre 2021, le président de la WTA, Steve Simon, annonce que tous les tournois prévus en Chine et à Hong Kong sont suspendus à partir de 2022, en raison de préoccupations concernant la sécurité et le bien-être de la joueuse de tennis chinoise Peng Shuai après ses allégations de relations sexuelles non-consenties avec Zhang Gaoli, membre de haut rang du Parti communiste chinois. Le tournoi de Pékin revient en 2023. Le tournoi de Guadalajara remplace celui de Wuhan pendant deux ans, ce dernier réapparaissant en 2024.

## Parcours au Masters

### En simple dames
| # | Date       | Nom de l’édition       | ($)        | Surface    | Résultat               | Ultime adversaire | Score           |          |
| - | ---------- | ---------------------- | ---------- | ---------- | ---------------------- | ----------------- | --------------- | -------- |
| 1 | 10/11/2021 | WTA Finals Guadalajara | 5 000 000  | Dur (ext.) | Round Robin (défaite)  | Paula Badosa      | 4-6, 0-6        | Parcours |
| 1 | 10/11/2021 | WTA Finals Guadalajara | 5 000 000  | Dur (ext.) | Round Robin (victoire) | Iga Świątek       | 2-6, 6-2, 7-5   | Parcours |
| 1 | 10/11/2021 | WTA Finals Guadalajara | 5 000 000  | Dur (ext.) | Round Robin (défaite)  | María Sákkari     | 61-7, 7-66, 3-6 | Parcours |
| 2 | 31/10/2022 | WTA Finals Fort Worth  | 5 000 000  | Dur (int.) | Finale                 | Caroline Garcia   | 64-7, 4-6       | Parcours |
| 3 | 29/10/2023 | WTA Finals Cancún      | 9 000 000  | Dur (ext.) | 1/2 finale             | Iga Świątek       | 3-6, 2-6        | Parcours |
| 4 | 02/11/2024 | WTA Finals Riyad       | 15 250 000 | Dur (int.) | 1/2 finale             | Coco Gauff        | 64-7, 3-6       | Parcours |

### En double dames
| # | Date       | Nom de l'édition    | ($)        | Surface    | Résultat    | Partenaire    | Ultimes adversaires             | Score            |          |
| - | ---------- | ------------------- | ---------- | ---------- | ----------- | ------------- | ------------------------------- | ---------------- | -------- |
| 1 | 27/11/2019 | WTA Finals Shenzhen | 14 000 000 | Dur (int.) | Round Robin | Elise Mertens | Tímea Babos Kristina Mladenovic | 4-6, 6-2, [10-5] | Parcours |

## Parcours aux Jeux olympiques

### En simple dames
| # | Date       | Nom de l'olympiade         | Surface    | Résultat       | Ultime adversaire | Score          |          |
| - | ---------- | -------------------------- | ---------- | -------------- | ----------------- | -------------- | -------- |
| 1 | 31/07/2021 | Olympic Tennis Event Tokyo | Dur (ext.) | 2e tour (1/16) | Donna Vekić       | 6-4, 3-6, 7-63 | Parcours |

## Parcours en Fed Cup
| #                                                                       | Date       | Lieu   | Surface      | Gagnante(s)                       | Perdante(s)                           | Score          |          |
|                                                                         |            |        |              |                                   |                                       |                |          |
| 2016 - Barrage (groupe mondial I) - Russie - Biélorussie - 2 : 3        |            |        |              |                                   |                                       |                |          |
| 1                                                                       | 16/04/2016 | Moscou | Terre (int.) | Daria Kasatkina Elena Vesnina     | Olga Govortsova Aryna Sabalenka       | 6-4, 6-2       | Parcours |
|                                                                         |            |        |              |                                   |                                       |                |          |
| 2017 - 1er tour (groupe mondial) - Biélorussie - Pays-Bas : 4 : 1       |            |        |              |                                   |                                       |                |          |
| 2                                                                       | 11/02/2017 | Minsk  | Dur (int.)   | Kiki Bertens                      | Aryna Sabalenka                       | 3-6, 7-66, 6-4 | Parcours |
| 2                                                                       | 11/02/2017 | Minsk  | Dur (int.)   | Aryna Sabalenka                   | Michaëlla Krajicek                    | 7-65, 6-4      | Parcours |
|                                                                         |            |        |              |                                   |                                       |                |          |
| 2017 - 1/2 finale (groupe mondial) - Biélorussie - Suisse - 3 - 2       |            |        |              |                                   |                                       |                |          |
| 3                                                                       | 22/04/2017 | Minsk  | Dur (int.)   | Timea Bacsinszky                  | Aryna Sabalenka                       | 6-4, 7-5       | Parcours |
| 3                                                                       | 22/04/2017 | Minsk  | Dur (int.)   | Aryna Sabalenka                   | Viktorija Golubic                     | 6-3, 2-6, 6-4  | Parcours |
|                                                                         |            |        |              |                                   |                                       |                |          |
| 2017 - Finale (groupe mondial) - Biélorussie - États-Unis - 2 : 3       |            |        |              |                                   |                                       |                |          |
| 4                                                                       | 11/11/2017 | Minsk  | Dur (int.)   | Aryna Sabalenka                   | Sloane Stephens                       | 6-3, 3-6, 6-4  | Parcours |
| 4                                                                       | 11/11/2017 | Minsk  | Dur (int.)   | Coco Vandeweghe                   | Aryna Sabalenka                       | 7-65, 6-1      | Parcours |
| 4                                                                       | 11/11/2017 | Minsk  | Dur (int.)   | Shelby Rogers Coco Vandeweghe     | Aryna Sabalenka Aliaksandra Sasnovich | 6-3, 7-63      | Parcours |
|                                                                         |            |        |              |                                   |                                       |                |          |
| 2018 - 1/4 de finale (groupe mondial) - Biélorussie - Allemagne - 2 : 3 |            |        |              |                                   |                                       |                |          |
| 5                                                                       | 10/02/2018 | Minsk  | Dur (int.)   | Aryna Sabalenka                   | Tatjana Maria                         | 4-6, 6-1, 6-2  | Parcours |
| 5                                                                       | 10/02/2018 | Minsk  | Dur (int.)   | Aryna Sabalenka                   | Antonia Lottner                       | 6-3, 5-7, 6-2  | Parcours |
| 5                                                                       | 10/02/2018 | Minsk  | Dur (int.)   | Anna-Lena Grönefeld Tatjana Maria | Lidziya Marozava Aryna Sabalenka      | 64-7, 7-5, 6-4 | Parcours |

## Classements WTA en fin de saison
| Année          | 2015 | 2016 | 2017 | 2018 | 2019 | 2020 | 2021 | 2022 | 2023 | 2024 |
| Rang en simple | 548  | 155  | 78   | 11   | 11   | 10   | 2    | 5    | 2    | 1    |
| Rang en double | 851  | 919  | 444  | 61   | 5    | 5    | 28   | 319  | 404  | –    |

Source : (en) Classements de Aryna Sabalenka sur le site officiel de la Fédération internationale de tennis

### Périodes au rang de numéro une mondiale
| # | Précédée par | Dates                   | Suivie par  | Nombre de semaines | Cumul |
| - | ------------ | ----------------------- | ----------- | ------------------ | ----- |
| 1 | Iga Świątek  | 11/09/2023 - 05/11/2023 | Iga Świątek | 8                  | 8     |
| 2 | Iga Świątek  | 21/10/2024 - en cours   |             | 35                 | 43    |

## Records et statistiques

### Confrontations avec ses principales adversaires
Confrontations lors des différents tournois WTA avec ses principales adversaires (5 confrontations minimum et avoir été membre du top 10). Classement par pourcentage de victoires. Situation au 16 août 2025 :
Les joueuses retraitées sont en gris.
| Joueuse              | Meilleur classement | Confrontations | Victoires | Défaites | Pourcentage de victoires | Dernière confrontation                         |
| -------------------- | ------------------- | -------------- | --------- | -------- | ------------------------ | ---------------------------------------------- |
| Kiki Bertens         | 4                   | 7              | 2         | 5        | 28,6                     | défaite (4-6, 4-6) en Fed Cup 2020             |
| Amanda Anisimova     | 7                   | 9              | 3         | 6        | 33,3                     | défaite (4-6, 6-4, 4-6) à Wimbledon 2025       |
| Iga Świątek          | 1                   | 13             | 5         | 8        | 38,5                     | victoire (7-61, 4-6, 6-0) à Roland-Garros 2025 |
| Caroline Garcia      | 4                   | 5              | 2         | 3        | 40                       | défaite (64-7, 4-6) au Masters 2022            |
| Simona Halep         | 1                   | 5              | 2         | 3        | 40                       | victoire (6-3, 6-2) à Stuttgart 2021           |
| Petra Kvitová        | 2                   | 5              | 2         | 3        | 40                       | défaite (4-6, 4-6) à Dubaï 2022                |
| Coco Gauff           | 2                   | 11             | 5         | 6        | 45,5                     | défaite (7-65, 2-6, 4-6) à Roland-Garros 2025  |
| Ashleigh Barty       | 1                   | 8              | 4         | 4        | 50                       | victoire (6-0, 3-6, 6-4) à Madrid 2021         |
| Markéta Vondroušová  | 5                   | 9              | 5         | 4        | 55,6                     | victoire (7-5, 6-1) à Cincinnati 2025          |
| Elena Rybakina       | 3                   | 12             | 7         | 5        | 58,3                     | défaite (1-6, 4-6) à Cincinnati 2025           |
| Karolína Plíšková    | 1                   | 5              | 3         | 2        | 60                       | victoire (6-1, 7-64) à l'US Open 2022          |
| Mirra Andreeva       | 5                   | 6              | 4         | 2        | 66,7                     | défaite (6-2, 4-6, 3-6) à Indian Wells 2025    |
| Veronika Kudermetova | 9                   | 6              | 4         | 2        | 66,7                     | victoire (6-3, 6-4) à Dubaï 2025               |
| Ons Jabeur           | 2                   | 6              | 4         | 2        | 66,7                     | victoire (7-5, 6-3) à Cincinnati 2023          |
| María Sákkari        | 3                   | 10             | 7         | 3        | 70                       | victoire (6-0, 6-1) au Masters 2023            |
| Jasmine Paolini      | 4                   | 7              | 5         | 2        | 71,4                     | victoire (7-5, 6-4) à Stuttgart 2025           |
| Madison Keys         | 5                   | 7              | 5         | 2        | 71,4                     | victoire (6-0, 6-1) à Indian Wells 2025        |
| Paula Badosa         | 2                   | 8              | 6         | 2        | 75                       | victoire (6-4, 6-2) à l'Open d'Australie 2025  |
| Jessica Pegula       | 3                   | 9              | 7         | 2        | 77,8                     | victoire (7-5, 6-2) à Miami 2025               |
| Daria Kasatkina      | 8                   | 9              | 7         | 2        | 77,8                     | victoire (6-1, 6-4) à Berlin 2024              |
| Sofia Kenin          | 4                   | 5              | 4         | 1        | 80                       | victoire (3-6, 6-3, 6-3) à Rome 2025           |
| Elina Svitolina      | 3                   | 6              | 5         | 1        | 83,3                     | victoire (6-3, 7-5) à Madrid 2025              |
| Victoria Azarenka    | 1                   | 6              | 5         | 1        | 83,3                     | victoire (6-4, 6-4) à Washington 2024          |
| Barbora Krejčíková   | 2                   | 7              | 6         | 1        | 85,7                     | victoire (6-2, 6-3) à l'Open d'Australie 2024  |
| Zheng Qinwen         | 4                   | 8              | 7         | 1        | 87,5                     | victoire (7-63, 6-3) à Roland-Garros 2025      |
| Sloane Stephens      | 3                   | 5              | 5         | 0        | 100                      | victoire (6-3, 6-2) à l'Open d'Australie 2025  |
| Anett Kontaveit      | 2                   | 5              | 5         | 0        | 100                      | victoire (6-4, 3-6, 6-1) à Stuttgart 2022      |
| Danielle Collins     | 7                   | 7              | 7         | 0        | 100                      | victoire (6-4, 6-4) à Miami 2025               |

### Victoires sur le top 10
Toutes ses victoires sur des joueuses classées dans le top 10 de la WTA lors de la rencontre.
| Légende         |
| Grand Chelem    |
| Jeux olympiques |
| Masters         |
| Premier         |
| Elite Trophy    |
| Intern'l        |
| Fed Cup         |

| #  |       |  | Tournoi          | Année | Surface             |                 | Adversaire         | Rang   | Tour           | Score          | Tableau |
| -- | ----- |  | ---------------- | ----- | ------------------- | --------------- | ------------------ | ------ | -------------- | -------------- | ------- |
| 1  | no 45 |  | Eastbourne       | 2018  | Gazon               |                 | Karolína Plíšková  | no 7   | 1/4            | 6-3, 2-6, 7-65 | Tableau |
| 2  | no 39 |  | Canada           | 2018  | Dur                 |                 | Caroline Wozniacki | no 2   | 1/16           | 5-7, 6-2, 7-64 | Tableau |
| 3  | no 34 |  | Cincinnati       | 2018  | Dur                 |                 | Karolína Plíšková  | no 8   | 1/16           | 2-6, 6-3, 7-5  | Tableau |
| 4  | no 34 |  | Cincinnati       | 2018  | Dur                 | Caroline Garcia | no 5               | 1/8    | 6-4, 3-6, 7-5  |                | Tableau |
| 5  | no 25 |  | New Haven        | 2018  | Dur                 |                 | Julia Görges       | no 9   | 1/2            | 6-4, 7-63      | Tableau |
| 6  | no 20 |  | US Open          | 2018  | Dur                 |                 | Petra Kvitová      | no 5   | 1/16           | 7-5, 6-1       | Tableau |
| 7  | no 20 |  | Wuhan            | 2018  | Dur                 |                 | Elina Svitolina    | no 6   | 1/16           | 6-4, 2-6, 6-1  | Tableau |
| 8  | no 16 |  | Pékin            | 2018  | Dur                 |                 | Caroline Garcia    | no 8   | 1/8            | 5-7, 7-63, 6-0 | Tableau |
| 9  | no 14 |  | Wuhan            | 2019  | Dur                 |                 | Kiki Bertens       | no 8   | 1/8            | 6-1, 7-69      | Tableau |
| 10 | no 14 |  | Wuhan            | 2019  | Dur                 | Ashleigh Barty  | no 1               | 1/2    | 7-5, 6-4       |                | Tableau |
| 11 | no 14 |  | Zhuhai           | 2019  | Dur                 |                 | Kiki Bertens       | no 10  | Finale         | 6-4, 6-2       | Tableau |
| 12 | no 12 |  | Adélaïde         | 2020  | Dur                 |                 | Simona Halep       | no 4   | 1/4            | 6-4, 6-2       | Tableau |
| 13 | no 7  |  | Stuttgart        | 2021  | Terre battue (int.) |                 | Simona Halep       | no 3   | 1/2            | 6-3, 6-2       | Tableau |
| 14 | no 7  |  | Madrid           | 2021  | Terre battue        |                 | Ashleigh Barty     | no 1   | Finale         | 6-0, 3-6, 6-4  | Tableau |
| 15 | no 2  |  | US Open          | 2021  | Dur                 |                 | Barbora Krejčíková | no 9   | 1/4            | 6-1, 6-4       | Tableau |
| 16 | no 2  |  | Masters          | 2021  | Dur                 |                 | Iga Świątek        | no 9   | RR             | 2-6, 6-2, 7-5  | Tableau |
| 17 | no 4  |  | Stuttgart        | 2022  | Terre battue (int.) |                 | Anett Kontaveit    | no 6   | 1/4            | 6-4, 3-6, 6-1  | Tableau |
| 18 | no 4  |  | Stuttgart        | 2022  | Terre battue (int.) | Paula Badosa    | no 3               | 1/2    | 7-65, 6-4      |                | Tableau |
| 19 | no 7  |  | Masters          | 2022  | Dur (int.)          |                 | Ons Jabeur         | no 2   | RR             | 3-6, 7-65, 7-5 | Tableau |
| 20 | no 7  |  | Masters          | 2022  | Dur (int.)          | Jessica Pegula  | no 3               | RR     | 6-3, 7-5       |                | Tableau |
| 21 | no 7  |  | Masters          | 2022  | Dur (int.)          | Iga Świątek     | no 1               | 1/2    | 6-2, 2-6, 6-1  |                | Tableau |
| 22 | no 5  |  | Open d'Australie | 2023  | Dur                 |                 | Belinda Bencic     | no 10  | 1/8            | 7-5, 6-2       | Tableau |
| 23 | no 2  |  | Indian Wells     | 2023  | Dur                 |                 | Coco Gauff         | no 6   | 1/4            | 6-4, 6-0       | Tableau |
| 24 | no 2  |  | Indian Wells     | 2023  | Dur                 | María Sákkari   | no 7               | 1/2    | 6-2, 6-3       |                | Tableau |
| 25 | no 2  |  | Madrid           | 2023  | Terre battue        |                 | María Sákkari      | no 9   | 1/2            | 6-4, 6-1       | Tableau |
| 26 | no 2  |  | Madrid           | 2023  | Terre battue        | Iga Świątek     | no 1               | Finale | 6-3, 3-6, 6-3  |                | Tableau |
| 27 | no 2  |  | Cincinnati       | 2023  | Dur                 |                 | Ons Jabeur         | no 5   | 1/4            | 7-5, 6-3       | Tableau |
| 28 | no 1  |  | Masters          | 2023  | Dur                 |                 | María Sákkari      | no 9   | RR             | 6-0, 6-1       | Tableau |
| 29 | no 1  |  | Masters          | 2023  | Dur                 | Elena Rybakina  | no 4               | RR     | 6-2, 3-6, 6-3  |                | Tableau |
| 30 | no 2  |  | Open d'Australie | 2024  | Dur                 |                 | Coco Gauff         | no 4   | 1/2            | 7-62, 6-4      | Tableau |
| 31 | no 2  |  | Madrid           | 2024  | Terre battue        |                 | Elena Rybakina     | no 4   | 1/2            | 1-6, 7-5, 7-65 | Tableau |
| 32 | no 2  |  | Rome             | 2024  | Terre battue        |                 | Jeļena Ostapenko   | no 10  | 1/4            | 6-2, 6-4       | Tableau |
| 33 | no 3  |  | Cincinnati       | 2024  | Dur                 |                 | Iga Świątek        | no 1   | 1/2            | 6-3, 6-3       | Tableau |
| 34 | no 3  |  | Cincinnati       | 2024  | Dur                 | Jessica Pegula  | no 6               | Finale | 6-3, 7-5       |                | Tableau |
| 35 | no 2  |  | US Open          | 2024  | Dur                 |                 | Zheng Qinwen       | no 7   | 1/4            | 6-1, 6-2       | Tableau |
| 36 | no 2  |  | US Open          | 2024  | Dur                 | Jessica Pegula  | no 6               | Finale | 7-5, 7-5       |                | Tableau |
| 37 | no 2  |  | Wuhan            | 2024  | Dur                 |                 | Coco Gauff         | no 4   | 1/2            | 1-6, 6-4, 6-4  | Tableau |
| 38 | no 2  |  | Wuhan            | 2024  | Dur                 | Zheng Qinwen    | no 7               | Finale | 6-3, 5-7, 6-3  |                | Tableau |
| 39 | no 1  |  | Masters          | 2024  | Dur (int.)          |                 | Zheng Qinwen       | no 7   | RR             | 6-3, 6-4       | Tableau |
| 40 | no 1  |  | Masters          | 2024  | Dur (int.)          | Jasmine Paolini | no 4               | RR     | 6-3, 7-5       |                | Tableau |
| 41 | no 1  |  | Indian Wells     | 2025  | Dur                 |                 | Madison Keys       | no 5   | 1/2            | 6-0, 6-1       | Tableau |
| 42 | no 1  |  | Miami            | 2025  | Dur                 |                 | Zheng Qinwen       | no 9   | 1/4            | 6-2, 7-5       | Tableau |
| 43 | no 1  |  | Miami            | 2025  | Dur                 | Jasmine Paolini | no 7               | 1/2    | 6-2, 6-2       |                | Tableau |
| 44 | no 1  |  | Miami            | 2025  | Dur                 | Jessica Pegula  | no 4               | Finale | 7-5, 6-2       |                | Tableau |
| 45 | no 1  |  | Stuttgart        | 2025  | Terre battue (int.) |                 | Jasmine Paolini    | no 6   | 1/2            | 7-5, 6-4       | Tableau |
| 46 | no 1  |  | Madrid           | 2025  | Terre battue        |                 | Coco Gauff         | no 4   | Finale         | 6-3, 7-63      | Tableau |
| 47 | no 1  |  | Roland-Garros    | 2025  | Terre battue        |                 | Zheng Qinwen       | no 7   | 1/4            | 7-63, 6-3      | Tableau |
| 48 | no 1  |  | Roland-Garros    | 2025  | Terre battue        | Iga Świątek     | no 5               | 1/2    | 7-61, 4-6, 6-0 |                | Tableau |

## Prises de position
En 2025, lors du tournoi de Roland-Garros, elle dénonce le manque d'équité dans les horaires de programmation des matchs féminins en comparaison avec les matchs masculins.